# التدخل العسكري الدولي ضد تنظيم الدولة الإسلامية (داعش)
التدخل العسكري الدولي ضد تنظيم الدولة الإسلامية بسبب المكاسب الإقليمية السريعة التي حققها تنظيم داعش خلال النصف الأول من عام 2014 وعمليات إعدام الأسرى التي ندد بها العالم وتزايدت المخاوف من تزايد حالات انتهاكات حقوق الإنسان التي يقوم بها تنظيم داعش والخوف من المتزايد من تداعيات الحرب الأهلية السورية، فبدأت العديد من الدول التدخل ضد التنظيم في كل من الحرب الأهلية السورية والحرب الحرب الأهلية العراقية . في وقت لاحق كانت هناك أيضًا تدخلات طفيفة من جانب بعض الدول ضد الجماعات التابعة لتنظيم الدولة الإسلامية في نيجيريا وليبيا .
في منتصف يونيو 2014 بدأت إيران وفقًا للمعلومات الأمريكية والبريطانية في استخدام طائرات بدون طيار فوق العراق ووفقًا لرويترز كانت هناك مجموعات من الجنود الإيرانيون في العراق يقاتلون تنظيم داعش. في نفس الوقت أمرت الولايات المتحدة بإرسال عدد صغير من القوات إلى العراق وبدأت في تحليق الطائرات الحربية فوق العراق.
في يوليو 2014 وفقًا للمعهد الدولي للدراسات الاستراتيجية أرسلت إيران طائرات من نوع سوخوى سو-25 إلى العراق وزعم حزب الله أنه أرسل مدربين ومستشارين إلى العراق لمراقبة تحركات تنظيم داعش. في أغسطس 2014 بدأت الولايات المتحدة وإيران بشكل منفصل حملة من الغارات الجوية على أهداف تنظيم داعش في العراق. منذ ذلك الحين نفذت 14 دولة في التحالف التي تقوده الولايات المتحدة غارات جوية على تنظيم داعش في العراق وسوريا.
في سبتمبر 2015 بدأت القوات الروسية بإذن من الحكومة السورية الآلاف من الغارات الجوية ضد تنظيم داعش وجبهة النصرة والجيش السوري الحر.
في الأشهر التالية لبداية كلتا الحملتين الجويتين بدأ تنظيم داعش في التراجع في كل من العراق وسوريا. وبدأت وفيات المدنيين بسبب الغارات الجوية في الارتفاع في عامي 2015 و 2016. في منتصف عام 2016 ، خططت الولايات المتحدة وروسيا لبدء التنسيق في الضربات الجوية. ومع ذل لم يتحقق هذا التنسيق.
اعتبارًا من ديسمبر 2017 أصبح داعش لا يسيطر على أي أرض في العراق ويسيطر على 5٪ من الأراضي السورية بعد أعمال عسكرية طويلة. في 9 ديسمبر 2017 أعلن العراق النصر في المعركة ضد داعش وذكر أن الحرب في العراق قد انتهت. في 23 آذار (مارس) 2019 هُزِم تنظيم الدولة الإسلامية (داعش) بالكامل في الأراضي السورية بعد خسارته معركة الباغوز فوقاني .

## التحالفات الدولية ضد داعش

### التحالفات التي تقودها الولايات المتحدة

#### 5 سبتمبر 2014
على هامش قمة الناتو في 4/5 سبتمبر 2014 في ويلز في 5 سبتمبر 2014 دعا وزير الخارجية الأمريكي جون كيري وزراء أستراليا وكندا والدنمارك وفرنسا وألمانيا وإيطاليا وتركيا والمملكة المتحدة إلى اجتماع منفصل. حيث ضغط عليهم لدعم الحرب ضد تنظيم داعش عسكريًا وماليًا. ووافقت تلك الدول التسعة على القيام بذلك من خلال دعم القوات المعادية لتنظيم داعش في العراق وسوريا بالإمدادات والدعم الجوي ووفقًا لبيان صدر في ذلك اليوم من كيري ووزير الدفاع الأمريكي تشاك هيغل .

#### إنشاءقوة المهام المشتركة – عملية العزم الصلبفي أكتوبر 2014
في 17 أكتوبر 2014 أنشأت وزارة الدفاع الأمريكية رسميًا قوة المهام المشتركة – عملية العزم الصلب - من أجل إضفاء الطابع الرسمي على الأعمال العسكرية المستمرة ضد التهديد المتزايد الذي يشكله تنظيم داعش في العراق وسوريا." 

#### 3 ديسمبر 2014
في 3 ديسمبر 2014 في مقر الناتو في بروكسل اجتمع الدبلوماسيون  ووزراء الخارجية  من 59 دولة لرسم طريق للمضي قدمًا ضد تهديد تنظيم داعش. وقال وزير الخارجية الأمريكي جون كيري أمام التجمع أنه «يجب هزيمة الإيديولوجية والتمويل والتجنيد» لدى تنظيم (داعش) ويجب أن يكون محور التركيز الرئيسي للمناقشة وهذا أكثر أهمية من الضربات الجوية وغيرها من الأعمال العسكرية لأنها تضمن هزيمة التنظيم بشكل نهائى.
البلدان المجتمعة في 3 ديسمبر هي: الدول التسعة للتحالف المذكور أعلاه في 5 سبتمبر في ويلز و18 دولة إضافية من تحالف 15 سبتمبر بقيادة فرنسا في باريس باستثناء الصين وروسيا و 33 دولة أخرى هي : ألبانيا ، النمسا ، البوسنة والهرسك ، بلغاريا ، كرواتيا ، قبرص ، إستونيا ، فنلندا ، جورجيا ، اليونان ، هنغاريا ، أيسلندا ، أيرلندا ، كوسوفو ، لاتفيا ، ليتوانيا ، لوكسمبورغ ، مقدونيا ، مولدوفا ، الجبل الأسود ، المغرب ، والدة ل المنضمة حديثا نيوزيلندا والبرتغال وكوريا الجنوبية ورومانيا وصربيا وسنغافورة وسلوفاكيا وسلوفينيا والصومال والسويد وتايوان وأوكرانيا.
ووصفوا أنفسهم على أنهم التحالف العالمي لمواجهة تنظيم (داعش) ، واتفقوا على إستراتيجية تشمل:
- فضح حقيقة تنظيم داعش.
- قطع تمويل تنظيم داعش
- دعم العمليات العسكرية ضد تنظيم داعش.[281]

### التحالف بقيادة فرنسا
في 15 سبتمبر 2014 في «المؤتمر الدولي للسلام والأمن في العراق» الذي استضافه الرئيس الفرنسي فرانسوا هولاند في باريس تم تمثيل 26 دولة تتضمن : بلدان التحالف الذي تقوده الولايات المتحدة والذي تشكل في 5 سبتمبر في ويلز وكان قد وافق على التحالف ضد تنظيم داعش باستثناء أستراليا وبولندا علاوة على البحرين ومصر والعراق والأردن والكويت ولبنان وعمان وقطر والسعودية والإمارات العربية المتحدة وبلجيكا والصين وجمهورية التشيك واليابان واليابان وهولندا والنرويج وروسيا واسبانيا. حيث التزموا بدعم الحكومة العراقية بالمساعدة العسكرية في حربها ضد تنظيم داعش وأكدوا مجددًا التزامهم بقرار مجلس الأمن الدولي رقم 2170 بتاريخ 15 أغسطس (الذي يدين كل أنواع التجارة مع تنظيم داعش ويحثون على منع جميع التبرعات المالية ودفع جميع الفديات لداعش) 
ردا على هجمات باريس في نوفمبر 2015 كثفت القوات الجوية الفرنسية بشكل كبير الغارات الجوية ضد أهداف تنظيم داعش في سوريا وضربت من بين أهداف أخرى مدينة الرقة السورية عاصمة الأمر الواقع لتنظيم داعش. وقامت البحرية الفرنسية بنشر حاملة الطائرات شارل ديغول مع 18 مقاتلة رافال و 8 طائرات طراز داسو ميراج 2000 وطائرتان انذار مبكر إي - 2 هوك آي و 4 طائرات هليكوبتر.

### التحالف الذي تقوده روسيا
في نهاية سبتمبر 2015 أنشأت روسيا والعراق وإيران وسوريا «مركز معلومات مشترك» في بغداد «لجمع ومعالجة وتحليل المعلومات الحالية حول الوضع في الشرق الأوسط - بشكل أساسي لمحاربة تنظيم داعش». في 30 سبتمبر 2015 بدأت روسيا حملتها الجوية ضد تنظيم داعش إلى جانب دعم الحكومة السورية.
وورد أن روسيا توصلت إلى اتفاقات بشأن تنسيق العمليات في سوريا مع الأردن وإسرائيل.
في 14 مارس 2016 أعلن الرئيس الروسي فلاديمير بوتين انسحابًا جزئيًا من الأراضي السورية مشيرًا إلى نجاح وقف إطلاق النار المستمر والمزيد من الأمن للحكومة السورية.
في 10 ديسمبر 2017 أمر فلاديمير بوتين بسحب القوات الروسية من سوريا مشيرًا إلى أن الانسحاب الكامل سيعتمد على الوضع المستمر.

### التحالف الإسلامي العسكري لمحاربة الإرهاب
في 14 ديسمبر 2015 أعلن نائب ولي العهد السعودي ووزير الدفاع محمد بن سلمان آل سعود أن 34 دولة ستجتمع سويًا في الكفاح ضد التطرف الإسلامي الذي وصفه بأنه «مرض» ومقره الرياض في المملكة العربية السعودية ويضم التحالف البحرين وبنغلاديش وبنين وتشاد وجزر القمر وكوت ديفوار وجيبوتي ومصر والجابون وغينيا والأردن والكويت ولبنان وليبيا وجزر المالديف ومالي وماليزيا والمغرب وموريتانيا والنيجر ونيجيريا وباكستان وفلسطين وقطر والمملكة العربية السعودية والسنغال وسيراليون والصومال والسودان وتركيا وتوغو وتونس والإمارات العربية المتحدة واليمن.

## التدخل التركي
يُشتبه في تورط تنظيم الدولة الإسلامية (داعش) أو تورطه في هجمات إرهابية في تركيا في مايو 2013 في تفجير الريحانية ومارس 2014 في الهجمات على الشرطة التركية واختطاف 49 دبلوماسيًا تركيًا في يونيو 2014 وتفجير ديار بكر في 5 يونيو 2015 وتفجير سوروج في 20 يوليو 2015 الذي أسفر عن مقتل 32 نشطاء شباب. حتى يوليو 2015 هاجمت الحكومة التركية داعش مرة واحدة فقط في يناير 2014. في سبتمبر 2014 انضمت تركيا إلى التحالف الذي تقوده الولايات المتحدة «لمحاربة تظيم داعش» .

### عملية القوات الخاصة يوليو 2015
في 23 يوليو / تموز وفقًا لمختلف وسائل الأخبار التركية ورد أن 60 من عناصر النخبة من القوات الخاصة التركية هاجموا قرية على بعد 9 كيلومترات من الحدود السورية التركية في سوريا واستعادوها من مقاتلي تنظيم داعش. وقصفت الدبابات التركية القرية في نفس اليوم من العملية البرية. أفادت التقارير أن العملية استمرت أكثر من ساعة وقتلت أكثر من 100 من مقاتلي داعش حسب التقارير التركية. ولم تؤكد هيئة الأركان العامة التركية ولم تنف غزو القوات الخاصة لكنها أكدت قصف القرية.
في نفس اليوم سمحت تركيا للولايات المتحدة باستخدام قواعد إنجيرليك وديار بكر في جنوب تركيا لغارات جوية على داعش في سوريا ، وبعد هجوم داعش المزعوم على موقع حدودي تركي في مقاطعة كيليس مما أسفر عن مقتل جندي تركي قصف الجيش التركي تنظيم داعش في سوريا مما أسفر عن مقتل أحد المتشددين وتدمير العديد من المركبات الخاصة بالتنظيم.
في 24 يوليو ظهر تقرير مجهول على موقع صحيفة تركية على الإنترنت يشير إلى أن الولايات المتحدة قد اتفقت مع تركيا على اقامة "منطقة حظر طيران جزئية" في شمال سوريا .
في 24 و 25 يوليو / تموز بدأت عملية عسكرية بعنوان «عملية الشهيد يالسين» ضد كل من داعش في سوريا وحزب العمال الكردستاني (PKK) في العراق ونشرت تركيا ما لا يقل عن 70 طائرة مقاتلة من طراز F-16 .

## التدخل الإيراني
في منتصف شهر يونيو عام 2014 وفقا لمصادر أمريكية وبريطانية أرسلت إيران اللواء قاسم سليماني القائد العام لفيلق القدس في الحرس الثوري الإيرانى إلى العراق لمساعدة الحكومة ضد تنظيم داعش. في وقت لاحق من ذلك الشهر بدأت إيران في استخدام الطائرات بدون طيار فوق العراق  وبحلول أغسطس وفقًا لمصادر مثل رويترز كان الجنود الإيرانيون في العراق يقاتلون تنظيم داعش. وادعى أحد مراسلي الحرب أن إيران «انضمت إلى الحرب الجوية» ضد داعش في 21 يونيو.
في يوليو وفقًا للمعهد الدولي للدراسات الاستراتيجية أرسلت إيران عدة طائرات من طراز سوخوى سو-25 إلى العراق بدعم من أطقم برية إيرانية / عراقية مدربة في إيران. في أوائل شهر أغسطس بدأت تلك الطائرات سوخوى سو-25 بالقتال ضد تنظيم داعش ، وفقًا لـمجلة بيزنس إنسايدر .
بحلول شهر سبتمبر وفقًا لـ بيزنس إنسايدر تم نشر أفراد من فيلق القدس الإيراني في سامراء وبغداد وكربلاء والموقع العسكري الأمريكي المهجور والمعروف سابقًا باسم قاعدة سبايكر الجوية. في نهاية تشرين الثاني (نوفمبر) 2014 زعم موقع إسرائيلي على شبكة الإنترنت أنه تم مشاهدة مقاتلات إيرانية من طراز إف-4 فانتوم الثانية تقصف تنظيم داعش في شرق العراق  مطالبة الجيش الأمريكي بالتحقق منها.
في مارس ومايو 2015 أشار المعلقون الأمريكيون إلى أن قاسم سليماني كان «يقود الإستراتيجية العسكرية العراقية ضد تنظيم داعش».

## تدخل حزب الله

### العراق
على أرض الواقع ولفترة طويلة قبل يونيو 2014 كان لحزب الله وجود في العراق من المستشارين الذين يقدمون التوجيه للمقاتلين الشيعة وفقًا لقائد حزب الله الذي قابلته ذا ناشيونال .
في يونيو 2014 قام حزب الله بتأسيس مركز قيادة مخصص في لبنان لمراقبة التطورات في العراق. في 17 يونيو قال زعيم حزب الله حسن نصر الله إن الحزب «مستعد للتضحية بالشهداء في العراق خمس مرات أكثر مما ضحى به في سوريا من أجل حماية الأضرحة الشيعية».
في يوليو 2014 أرسل حزب الله المزيد من المدربين والمستشارين الفنيين إلى العراق لمراقبة تحركات تنظيم داعش وفقًا لقائد حزب الله. بعد ذلك بوقت قصير قُتل قائد حزب الله إبراهيم الحاج في معركة بالقرب من الموصل.
ذكر إحدى تقارير رويترز في آب (أغسطس) أن هناك "العشرات" من "قدامى المحاربين في حزب الله" في العراق بينما ذكرت صحيفة كريستيان ساينس مونيتور أن الحزب نشر وحدة مكونة من 250 فرداً "مسؤولة عن تقديم المشورة للميليشيات الشيعية العراقية وتدريبها وتنسيقها". " 
في فبراير 2015 أكد نصر الله أنه أرسل قوات للقتال في العراق.

### لبنان
في يونيو / حزيران 2015 ادعى زعيم حزب الله حسن نصر الله أن تنظيم داعش والنصرة قد تقدما في لبنان وأن المعارك الضارية تدور بينهما وبين حزب الله.

## التدخل بقيادة الولايات المتحدة في العراق
بعد أن بدأت الغارات الجوية فوق العراق وإرسال بعض القوات في يونيو. بدأ الجيش الأمريكي بتزويد البيشمركة الكردية العراقية بالأسلحة واسقاط الطعام للاجئين الفارين من تنظيم داعش والغارات الجوية ضد تنظيم داعش في العراقفي أغسطس 2014.
في 9 أغسطس عندما بدأت الضربات الجوية الأمريكية في العراق قال الرئيس باراك أوباما «أنها ستكون حرب طويلة الأجل». منذ ذلك الحين قامت التسع دول المتحالفة مع الولايات المتحدة في تنفيذ أيضًا غارات جوية على تنظيم داعش في العراق كما ساهمت العديد من الدول بالمساعدات العسكرية والإنسانية للحكومة العراقية والقوات البرية الكردية العراقية.
في الفترة من 16 إلى 19 أغسطس وفقًا للولايات المتحدة استعادت القوات الحكومية الكردية والعراقية بمساعدة الضربات الجوية الأمريكية سد الموصل أكبر سد في العراق. أعلن الرئيس أوباما في 10 سبتمبر 2014 أن عدد الغارات الجوية في العراق سيزداد وأنه أرسل 500 جندي أمريكي إضافي هناك.

### المساعدات العسكرية للأكراد والعراقيين
في 5 أغسطس 2014 كتب زلماي خليل زاد السفير الأمريكي السابق في العراق والأمم المتحدة في الواشنطن بوست أن الولايات المتحدة متورطة في «الإمداد المباشر بالذخيرة للأكراد وبموافقة بغداد». انتقلت الولايات المتحدة من تزويد كردستان بالأسلحة الصغيرة بشكل غير مباشر عبر وكالة المخابرات المركزية إلى منحهم أسلحة بشكل مباشر مثل الأنظمة المضادة للدبابات.
في جهد منسق بقيادة الولايات المتحدة قامت العديد من الدول الحليفة بما في ذلك أعضاء الناتو والشركاء من الشرق الأوسط بتزويد أو التخطيط لتزويد القوات العراقية والكردية بالمعدات العسكرية الثقيلة والأسلحة الصغيرة والذخيرة والمعدات العسكرية غير الفتاكة والتدريب الدعم.

#### بناء قدرة الشريك (BPC)
يهدف برنامج بناء قدرات الشركاء (BPC) إلى مساعدة الحكومة العراقية على إعداد قوات للهجوم المضاد ضد تنظيم داعش واستعادة أراضيها. وفقًا لوزارة الدفاع الأمريكية بحلول مايو 2015 التزمت عشرات الدول بهذا البرنامج منهم: أستراليا وبلجيكا وكندا والدنمارك وفرنسا وألمانيا وإيطاليا وهولندا ونيوزيلندا والنرويج وإسبانيا والمملكة المتحدة والولايات المتحدة وتم تدريب 6500 من القوات العراقية ضمن البرنامج.

### الجهود الإنسانية

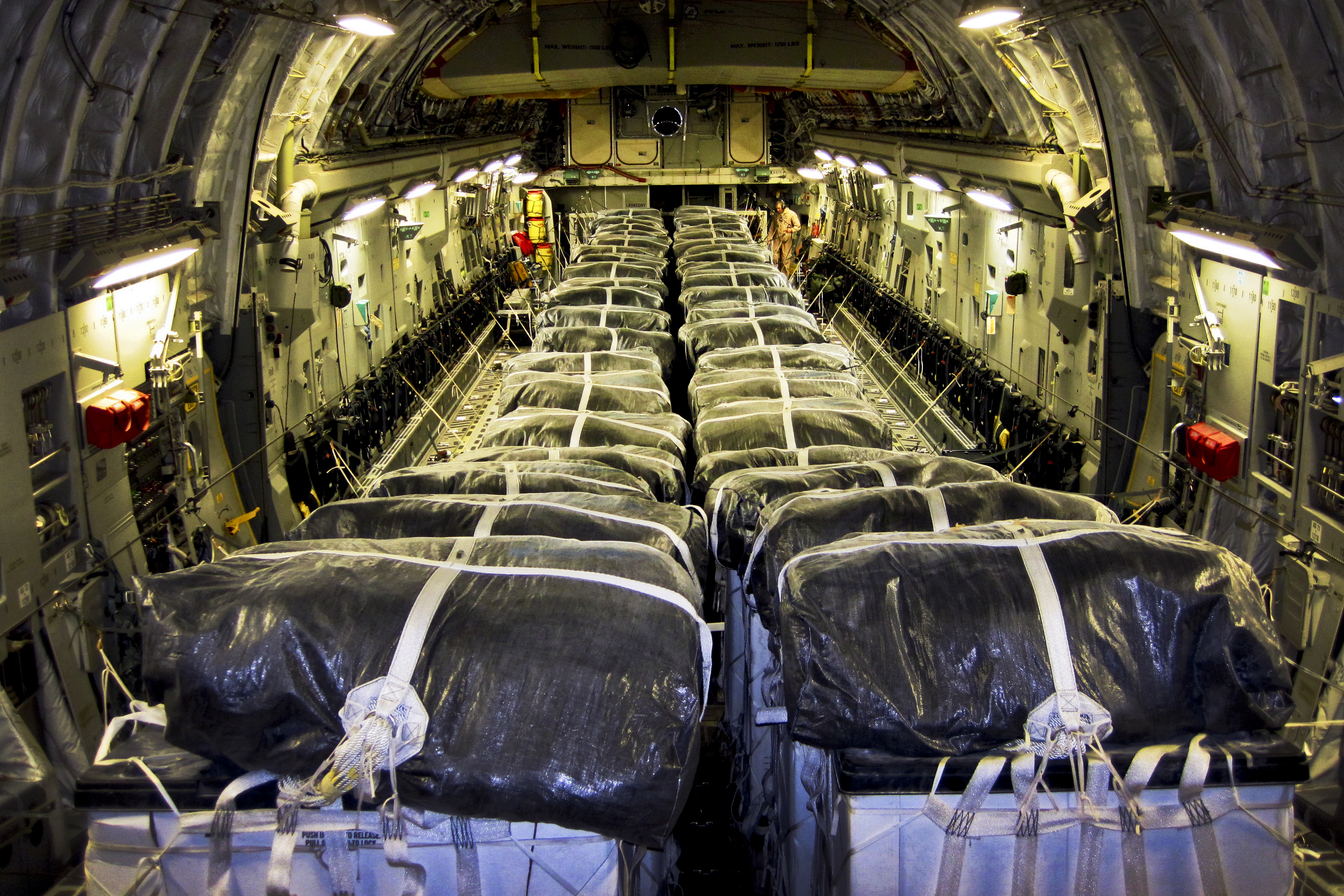
يتم تحميل حاويات المياه المعبأة في زجاجات على طائرة تابعة للقوات الجوية الأمريكية C-17 استعدادًا لعملية إنزال جوي في 8 أغسطس 2014.

أطلقت الولايات المتحدة والمملكة المتحدة وأستراليا بدعم من الشركاء الدوليين مجهودًا إنسانيًا كبيرًا لدعم اللاجئين الذين تقطعت بهم السبل في شمال العراق. وشمل ذلك إسقاط عشرات الآلاف من الوجبات وآلاف الجالونات من مياه الشرب إلى اللاجئين اليزيديين الذين تقطعت بهم السبل في جبال سنجار وتهديدهم من قبل قوات تنظيم داعش المهاجمة في الفترة ما بين 7 و 14 أغسطس 2014 في ما وصف لاحقًا بأنه «أول طائرة جماعية لتسليم الشحنات الإنسانية منذ اندلاع أعمال العنف في تيمور الشرقية في عام 1999.» 
فر الآلاف من اليزيديين والمدنيين العراقيين الآخرين من المنطقة إثر هجمات على قراهم وبلدة سنجار طوال أواخر يوليو وأوائل أغسطس 2014.
وذكرت العديد من منظمات حقوق الإنسان والمراقبين في المنطقة أن أولئك الذين فروا إلى الجبال تعرضوا للمجاعة ويفتقروا إلى مياه الشرب النظيفة والرعاية الطبية لعدة أشهر بسبب محاصرة عناصر تنظيد داعش المسلحة لهم. وقد اختُطف مئات الرجال والنساء والأطفال على يد عناصر التنظيم.
استجابة للتهديد الفوري لحوالي 30.000 شخص محاصرين في جبل سنجار بدأت طائرات التحالف في إسقاط المساعدات الإنسانية. وشملت هذه الإسقاطات الجوية الإمدادات الأساسية مثل الغذاء والماء والمأوى وتم إجراؤها على مستويات طيران منخفضة بواسطة طائرات النقل التابعة للتحالف تحت تهديد الهجمات الأرضية لتنظيم داعش. 

### الأعمال العسكرية الأمريكية

#### الغارات الجوية الأمريكية

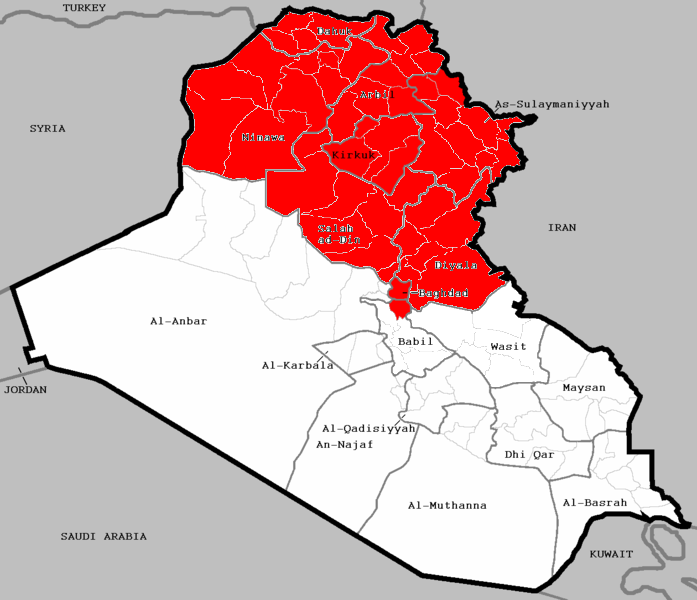
المواقع التي شنت فيها الولايات المتحدة غارات جوية ضد داعش في العراق (اعتبارًا من 16 سبتمبر 2014).)

في يونيو 2014 بدأت القوات الأمريكية في القيام بمهام استطلاع فوق شمال العراق.
في 7 أغسطس ألقى الرئيس أوباما خطابًا حيًا يصف فيه تدهور الأوضاع في العراق وأن محنة اليزيديين على وجه الخصوص قد أقنعته بأن العمل العسكري الأمريكي ضروريًا لحماية الأرواح الأمريكية وحماية مجموعات الأقليات في العراق وإيقاف تنظيم داعش المحتمل تقدمه في اتجاه أربيل عاصمة كردستان العراق . في 8 أغسطس بدأت الولايات المتحدة في قصف أهداف تنظيم داعش في العراق. بحلول 10 أغسطس بمساعدة هذه الهجمات الجوية ادعت القوات الكردية أنها استعادت مدينتي محمود وجوير  من سيطرة تنظيم الدولة الإسلامية. وورد أن الغارات الجوية الإضافية التي نفذت على سنجار أسفرت عن مقتل 45 من مقاتلي تنظيم داعش وإصابة 60 مسلحًا آخرين. في 11 أغسطس قال متحدث باسم البنتاغون إن الغارات الجوية أدت إلى تباطؤ تقدم تنظيم داعش في شمال العراق لكن من غير المرجح أن تؤدي إلى إضعاف قدرات أو عمليات تنظيم داعش في مناطق أخرى. في الفترة ما بين 8 و 13 أغسطس مكنت الغارات الجوية الأمريكية والقوات البرية الكردية ما بين 35000 إلى 45000 من اللاجئين اليزيديين من الهرب أو الإجلاء من جبال سنجار.
في 16 أغسطس بدأت القوات الجوية الأمريكية حملة دعم جوي قريب تهدف إلى دعم تقدم المقاتلين الأكراد نحو سد الموصل . وعلقت مصادر كردية أنه كان «أعنف قصف أمريكي على مواقع المتشددين منذ بدء الضربات الجوية». دافع الرئيس أوباما في 17 أغسطس عن استخدام القوات الأمريكية كدعم للقتال العراقي والكردي عمومًا ضد داعش - والذي تجاوز بالفعل مبدأ أوباما لشن ضربات جوية في 7 أغسطس.
في 8 أيلول / سبتمبر استعاد الجيش العراقي بدعم جوي قوى من الولايات المتحدة سد حديثة واستعاد بلدة بروانا مما أسفر عن مقتل 15 مقاتلاً من تنظيم داعش. ورد تنظيم داعش بالإعدام العلني لديفيد هاينس . بحلول نهاية سبتمبر 2014 كانت الولايات المتحدة قد أجرت 240 غارة جوية في العراق وسوريا ، بالإضافة إلى 1300 مهمة لتزويد الطائرات بالوقود بلغ مجموعها 3800 طلعة جوية حسب أنواع الطائرات. وتم استخدام ترتيب تكتيكي مع القوات الكردية والعراقية للتنسيق في الأعمال الهجومية وهجمات الطائرات بدون طيار لتنسيق الدعم الجوي القريب دون الحاجة إلى القوات الأمريكية في القتال البري.
في 19 ديسمبر 2014 أعلن الجنرال الأمريكي جيمس تيري أن عدد الغارات الجوية الأمريكية على داعش قد ارتفع إلى 1.361.
في 25 كانون الأول / ديسمبر 2014 قُتل حسن سعيد الجبوري حاكم داعش في الموصل في غارة جوية شنتها قوات التحالف بقيادة الولايات المتحدة في الموصل. أفيد أيضًا أن الولايات المتحدة تخطط لاستعادة مدينة الموصل في يناير 2015.
في 15 كانون الثاني (يناير) 2015 ذُكر أن التحالف قد نفذ أكثر من 16.000 غارة جوية. نفذ سلاح الجو الأمريكي حوالي 60 بالمائة من جميع الضربات. من بينها قامت طائرات اف-16 فالكون بأداء 41 بالمائة من جميع الطلعات الجوية، تليها اف -15 بـ 37 بالمائة، ثم ايه-10 ثاندر بولت بنسبة 11 بالمائة واللقاصفة بعيدة المدى بى -1 لانسر بنسبة 8 بالمائة و اف -22 بنسبة 3 بالمائة. وقد تم تنفيذ ال 40 في المئة المتبقية من قبل البحرية الأمريكية والدول المتحالفة معها.
في 20 كانون الثاني / يناير 2015 أفاد المرصد السورى لحقوق الإنسان أن البغدادي زعيم تنظيم داعش أصيب في غارة جوية في مدينة القائم وهي بلدة حدودية عراقية يسيطر عليها تنظيم داعش ونتيجة لذلك انسحب إلى سوريا.
في 21 كانون الثاني (يناير) 2015 بدأت الولايات المتحدة في تنسيق الغارات الجوية مع شن الهجوم الكردي لمساعدتهم على بدء العملية المخطط لها لاستعادة مدينة الموصل.
في 21 يوليو 2015، أفيد أن حوالي 44.000 طلعة جوية نفذت منذ أغسطس 2014.
طوال عام 2015 كانت الغالبية العظمى من القنابل والصواريخ التي أطلقتها الولايات المتحدة (حوالي 22.000 من إجمالي 23.000) موجهة إلى أهداف التظيم في العراق وسوريا وفقًا لمجلس العلاقات الخارجية.

#### القوات البرية الأمريكية
في يوليو أعلن الرئيس أوباما أنه بسبب العنف المستمر في العراق والنفوذ المتزايد للمنظمات الارهابية مثل تنظيم داعش فإن الولايات المتحدة سترفع التزامها الأمني في المنطقة. وقام حوالي 800 جندي أمريكي بتأمين المنشآت الأمريكية مثل السفارة في بغداد والقنصلية في أربيل بالإضافة إلى السيطرة على المواقع الإستراتيجية مثل مطار بغداد بالتعاون مع القوات العراقية.
قامت القوات الأمريكية أيضًا بمهمة "تقييم وتقديم المشورة لقوات الأمن العراقية أثناء مواجهتها لـتنظيم داعش والوضع الأمني المعقد على الأرض."  كانت التقارير الواردة من هذه الوحدات الأمريكية حول قدرات الجيش العراقي قاتمة باستمرار واعتبرتها «مهددة» بالمصالح الطائفية.
في 13 أغسطس 2014 نشرت الولايات المتحدة 130 مستشارًا عسكريًا آخر في شمال العراق  وهبط ما يصل إلى 20 من جنود المارينز وجنود القوات الخاصة على جبل سنجار بطائرة V-22 لتنسيق عملية إجلاء اللاجئين اليزيديين الذين انضموا إلى قوة من القوات الخاصة البريطانية (SAS ) الموجودين بالفعل في المنطقة.
في 3 سبتمبر 2014 أعلن أوباما عن زيادة عدد القوات الأمريكية في العراق إلى 1213. في 10 سبتمبر ألقى أوباما خطابًا أكد فيه أن القوات الأمريكية لن تشترك في القتال ولكن سيتم إرسال حوالي 500 جندي إضافي إلى العراق للمساعدة في تدريب القوات العراقية.
في أوائل نوفمبر 2014 أعلن أوباما أنه سوف يضاعف الوجود البري الأمريكي داخل العراق إلى حوالي 3000 رجالي. بحلول أوائل ديسمبر 2014 ارتفع عدد القوات البرية الأمريكية في العراق إلى 3100.
في 9 ديسمبر 2014 سمحت لجنة العلاقات الخارجية بمجلس الشيوخ الأمريكي باستخدام القوة العسكرية الأمريكية ضد تنظيم داعش. وحظرت نشر القوات الأمريكية البرية المقاتلة إلا في حالات محددة مثل تلك المتعلقة بإنقاذ أو حماية الجنود الأمريكيين أو عناصر المخابرات أو العمليات.
خلال الساعات الأولى من صباح يوم 14 ديسمبر 2014 زعم أن القوات البرية الأمريكية اشتبكت مع تنظيم داعش إلى جانب الجيش العراقي بالقرب من قاعدة عين الأسد الجوية غرب الأنبار في محاولة لصدهم عن القاعدة التي تضم حوالي 100 من المستشارون الأمريكيون فيها عندما حاول تنظيم داعش اجتياح القاعدة. وفقًا للقائد الميداني للجيش العراقي في محافظة الأنبار قال إن «القوات الأمريكية المزودة بالأسلحة الخفيفة والمتوسطة وبدعم من مقاتلات F-18 كانت قادرة على إلحاق إصابات ضد مقاتلي تنظيم داعش وأجبرتهم على التراجع عن منطقة الدولاب التي تبعد 10 كيلومترات عن قاعدة عين الأسد.» أجاب الشيخ محمود النمراوي وهو زعيم قبلي بارز في المنطقة أن «القوات الأمريكية تدخلت بسبب اقتراب تنظيم داعش من القاعدة الذين يتمركزون فيها بدافع الدفاع عن النفس» فرد على ذلك ورحب بالتدخل الأمريكي و قائلا «آمل ألا يكون الأخير». قيل أن هذا هو أول لقاء بين الولايات المتحدة وتنظيم الدولة الإسلامية منذ أربع سنوات . ومع ذلك فقد صرحت وزارة الدفاع الأمريكية بأنها «خاطئة».
في 5 كانون الثاني (يناير) 2015 أقر البنتاغون بأن تنظيم داعش كانت تدمر قاعدة عين الأسد بشكل غير فعال .
في أواخر فبراير 2015 تم نشر 1300 جندي أمريكي آخر في العراق مما زاد عدد القوات البرية الأمريكية في العراق إلى 4400.

#### التسمية المتأخرة لعملية العزم الصلب
على عكس شركائهم في التحالف وعلى عكس العمليات القتالية الأمريكية السابقة لم يتم إعطاء أي اسم في البداية للتدخل العسكرى ضد تنظيم داعش في عام 2014 من قبل الحكومة الأمريكية. أثار قرار إبقاء الصراع بلا اسم انتقادات كبيرة من وسائل الإعلام. ولا يزال أعضاء الخدمة الأمريكية غير مؤهلين للحصول على ميداليات الحملة وغيرها من الأوسمة للخدمة بسبب الطبيعة الغامضة المستمرة لتورط الولايات المتحدة المستمر في العراق.

في 15 أكتوبر 2014 أعلنت القيادة المركزية للولايات المتحدة الأمريكية أن الحملة الجوية التي تقودها الولايات المتحدة ضد تنظيم داعش في العراق وسوريا قد تم تصنيفها من الآن فصاعداً على أنها «عملية العزم الصلب». نشرة أخبار القيادة المركزية الأمريكية: 
 «وفقا للمسؤولين في القيادة المركزية الأمريكية فإن القصد من هذا القرار هو أن يعكس العزم الصلب والالتزام العميق من قبل الولايات المتحدة والدول الشريكة في المنطقة وحول العالم للقضاء على التنظيم الإرهابي داعش والتهديد الذي يشكلونه على العراق والمنطقة والمجتمع الدولي الأوسع نطاقا. كما أنه يرمز إلى استعداد وتفاني أعضاء التحالف للعمل عن كثب مع أصدقائنا في المنطقة وتطبيق جميع أبعاد القوة الوطنية اللازمة الدبلوماسية والإعلامية والعسكرية والاقتصادية إلى التحطيم وتدمير داعش في نهاية المطاف.» 

### الضربات الجوية الأسترالية
في 3 أكتوبر 2014 وافق رئيس الوزراء توني أبوت ومجلس الوزراء الأسترالي على أن تبدأ القاذفات المقاتلة من طراز سوبر هورنيت التابعة لسلاح الجو الملكي الأسترالى في بدء الضربات الجوية ضد مقاتلي تنظيم داعش. وقال أبوت «من مصلحتنا الوطنية أن نفعل ذلك ومن مصلحة الحضارة أن نفعل ذلك. من مصلحة الجميع أن يتم التحقق من هزيمة تنظيم داعش وهذا هو ما نحن مصممون على القيام به.» 
في 6 أكتوبر أعلن قائد الأركان الجوية المارشال مارك بينسكين أن اثنين من طائرات سوبر هورنيت قامتا بمهام قتالية مسلحة على العراق رغم أنه لم يتم إطلاق أي أسلحة. كما قامت مجموعة من المهام الجوية الأسترالية KC-30A وطائرة من طراز E-7A Wedgetail للإنذار المبكر والمراقبة المحمولة جواً بدعم من القاذفات المقاتلة التابعة لقوات التحالف. KC-30A والقيام بعمليات التزود بالوقود المحمولة جوا لطائرات التحالف. وقال بينسكين «إن إحدى طائرات سوبر هورنيت الخاصة بنا في الليلة الأولى ... كان لها هدف محدد كان تتبعه وأن هذا الهدف المحدد انتقل إلى منطقة حضرية حيث زادت مخاطر إجراء ضرب هذا الهدف إلى درجة تجاوزت فيها توقعاتنا من الأضرار الجانبية لذلك أوقفوا الهجوم في تلك المرحلة.» 
في 17 أكتوبر قام سلاح الجو الملكي الأسترالي بإجراء 43 طلعة جوية فوق العراق. استهدفت الغارات الأخيرة منشآت الأسلحة حيث أسفرت «اثنتان على الأقل» عن خسائر في صفوف تنظيم داعش بعد أن زادت الطائرات الأسترالية من عدد الرحلات الجوية للسماح للقوات الأمريكية وقوات التحالف بمساعدة المقاتلين الأكراد حول كوبانى في شمال سوريا.
بعد أكثر من عامين من المشاركة في التحالف أعلنت أستراليا انتهاء غاراتها الجوية على العراق بعد إبلاغ العراق وحلفائها الآخرين.

### الضربات الجوية البريطانية

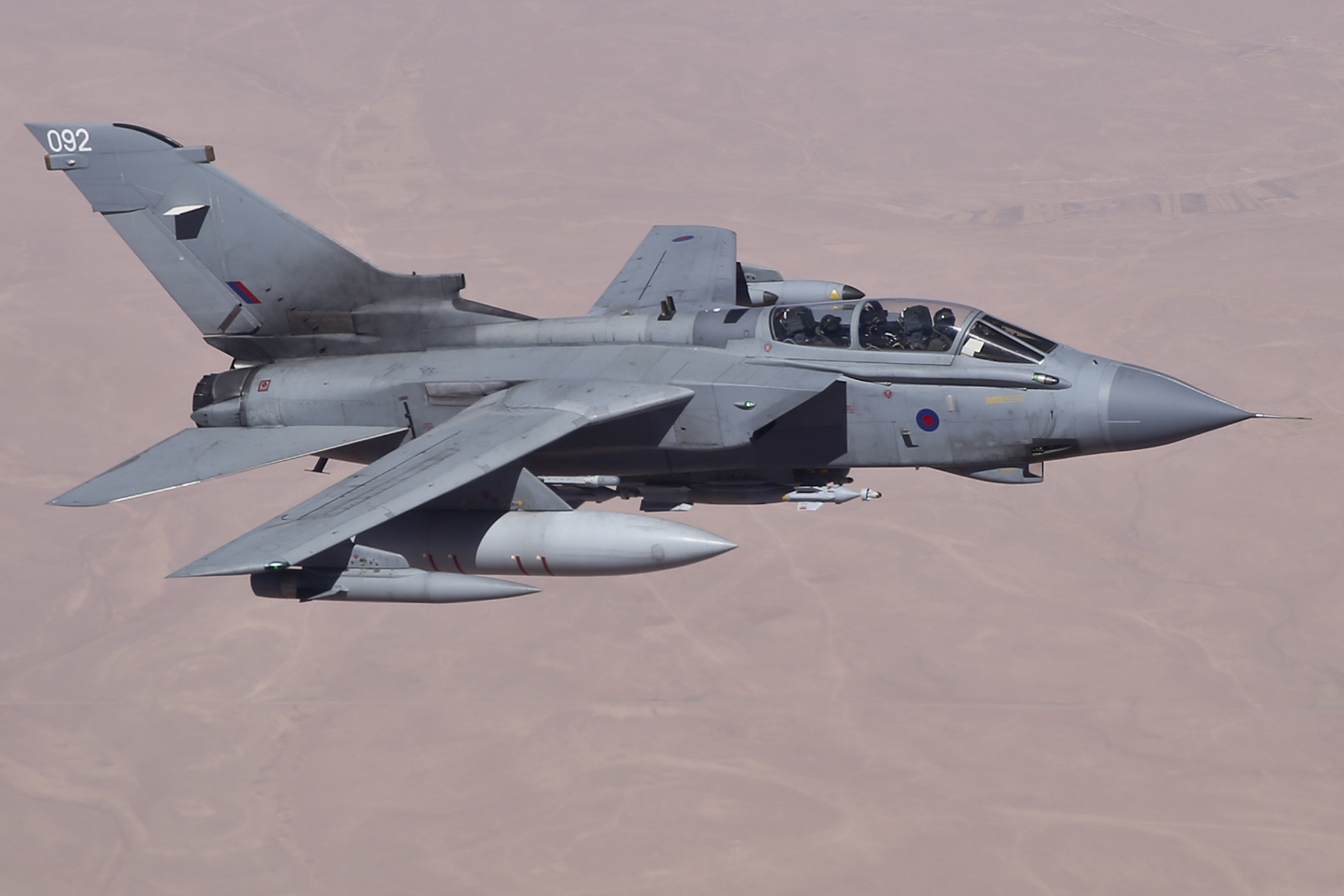
طائرة تورنادو تابعة لسلاح الجو الملكي البريطاني فوق العراق في مهمة استطلاع مسلحة.

في 12 أغسطس 2014 نشرت المملكة المتحدة ست طائرات هجومية من طراز تورنادو في قاعدة سلاح الجو الملكي البريطاني أكروتيري في قبرص للمساعدة في تنسيق عمليات إسقاط المساعدات الإنسانية في شمال العراق. في 16 أغسطس 2014 بعد الانتهاء من عمليات إسقاط المساعدات الإنسانية أعيد تكليف طائرات تورنادو إلى جانب طائرة استخبارات الإشارات بوينغ أرسي-135 لتوفير المراقبة الجوية لقوات التحالف.
في أوائل سبتمبر 2014 بدأ رئيس الوزراء البريطاني ديفيد كاميرون الإعراب عن دعمه للغارات الجوية البريطانية ضد تنظيم داعش في العراق. بعد أسابيع تم استدعاء البرلمان وناقش الأعضاء ما إذا كان ينبغي السماح بالغارات الجوية أم لا. أسفر النقاش الذي استمر سبع ساعات عن دعم ساحق للغارات الجوية مع 524 صوتًا مؤيدًا و 43 صوتًا معارضًا.
في 27 سبتمبر 2014 وقعت أول طلعة جوية مسلحة فوق العراق. وانطلقت اثنان من طائرات تورنادو من قاعدتها في قبرص مسلحين بقنابل موجهة بالليزر تدعمهما ناقلة وقود للتزود بالوقود من طراز اير باص ايه 330. في النهاية لم تحدد الطائرة أي أهداف تتطلب هجومًا جويًا فوريًا وجمعت المعلومات الاستخبارية لقوات التحالف بدلاً من ذلك. أجرت القوات الجوية الملكية أول غارة جوية لها في 30 سبتمبر 2014. قصفت اثنان من طائرات تورنادو موقع لاتظيم داعش مخصص للأسلحة الثقيلة وشاحنات مسلحة باستخدام قنبلة موجهة بالليزر.
في 3 أكتوبر 2014 نشر سلاح الجو الملكي البريطاني طائرتين إضافيتين من طراز تورنادو لزيادة أسطولها المنشور إلى ثماني طائرات. خلال نفس الشهر تم التأكيد أيضًا على أن البحرية الملكية كانت مشتركة في عمليات مكافحة داعش في دور دعم. كما كشف نيك كليج نائب رئيس الوزراء آنذاك خلال مقابلة عن وجود غواصة هجوم نووي مسلحة بصواريخ توماهوك كروز منتشرة في المنطقة.
في 16 أكتوبر 2014 أعلنت وزارة الدفاع أنها ستنشر طائرات بدون طيار من طراز إم كيو-9 ريبر للمساعدة في المراقبة على الرغم من أن وزير الدفاع مايكل فالون صرح أن الطائرات بدون طيار يمكن أن تشن غارات جوية إذا لزم الأمر. وقعت أول ضربة لطائرة ريبر بدون طيار بعد أسابيع في بيجي شمال بغداد ضد مجموعة من مقاتلي تنظيم داعش كانوا يزرعون عبوات ناسفة.
بالإضافة إلى العمليات في العراق تدخلت المملكة المتحدة أيضًا في سوريا بحلول 21 أكتوبر 2014 مما جعلها أول دولة غربية بخلاف الولايات المتحدة تقوم بذلك. ومع ذلك لم يُسمح للطائرات البريطانية بالقيام بغارات جوية حتى صوت البرلمان على منح الإذن بذلك. على الرغم من ذلك نفذ سلاح الجو الملكي غارة جوية بدون طيار في سوريا في 21 أغسطس 2015 ضد اثنين من مقاتلي تنظيم داعش المولودين في المملكة المتحدة كانوا يخططون لهجمات ضد المملكة المتحدة. أصر رئيس الوزراء ديفيد كاميرون على أنه عمل قانوني للدفاع عن النفس.
منذ اعتماد الضربات الجوية في العراق وجه رئيس الوزراء ديفيد كاميرون دعوات متواصلة إلى الغارات الجوية في سوريا ومع ذلك، أقر بأنه لن تحدث غارات جوية حتى بعد التصويت في البرلمان. في 2 ديسمبر 2015 بعد هجمات باريس في نوفمبر 2015 وقرار مجلس الأمن التابع للأمم المتحدة رقم 2249 افتتح ديفيد كاميرون نقاشًا دام عشر ساعات في البرلمان حول الغارات الجوية السورية والتي انتهت بتصويت نهائي. صوت 397 نائبا لصالح الغارات الجوية، بينما صوت 223 ضدها. بدأت الغارات الجوية بعد ساعتين من التصويت والتي جرت في شرق سوريا ضد حقل نفط عمان الذي يسيطر عليه تنظيم داعش. كما أعلن وزير الدفاع مايكل فالون لاحقًا أن القوة الضربة البريطانية التي مقرها قبرص ستتضاعف مع إضافة ست مقاتلات يوروفايتر تايفون واثنتين من طراز تورنادو .
اعتبارًا من سبتمبر 2015 أي بعد عام واحد من بدء العمليات قُتل أكثر من 330 مقاتلاً من تنظيم داعش في غارات جوية بريطانية في العراق دون أي إصابات بين المدنيين.
بالإضافة إلى الغارات الجوية قدمت المملكة المتحدة أيضًا مساهمات كبيرة في دعم قدرات الاستخبارات والمراقبة واكتساب الهدف والاستطلاع للتحالف. قامت القوات الجوية الملكية بنشر طائرات Sentinel R1 وSentry AEW1 وRC-135W Rivet Joint وShadow R1 لمهمات المراقبة والاستطلاع، بالإضافة إلى طائرات الهجوم تورنادو و إم كيو-9 ريبر. في سبتمبر 2015، كانت المملكة المتحدة مسؤولة عن ثلث جميع رحلات المراقبة الجوية للتحالف فوق العراق وسوريا، حيث شكلت منصة الاستطلاع رابتور من طراز تورنادو 60٪ من كامل الاستطلاع التكتيكي للتحالف في العراق وحده.
في ديسمبر 2016 ذكرت التليجراف أن وزير الخارجية للدفاع السير مايكل فالون قال «إن الجيش البريطاني قد درب أكثر من 31.000 من القوات العراقية والبيشمركة لقتال تنظيم داعش»  كما ورد أن سلاح الجو الملكي يعمل بشكل قوى جدا على مدار 25 عامًا في مسرح عمليات واحد فاق بكثير مشاركة المملكة المتحدة في حرب العراق والحرب في أفغانستان (2001-2014) حيث أسقطت طائرات سلاح الجو الملكي البريطاني 11 ضعف كمية القنابل على سوريا والعراق في أكثر من 12 شهرًا مقارنة بأكثر الأعوام نشاطًا في أفغانستان منذ عقد مضى.

### الضربات الجوية الكندية
شاركت كندا في الغارات الجوية ضد تنظيم داعش في الفترة من 2 نوفمبر 2014 حتى 22 فبراير 2016 عندما سحب جوستن ترودو رئيس الوزراء طائراته المقاتلة من طراز F-18 وأنهى جميع الضربات الجوية في سوريا والعراق.
تمت تسمية المساهمة الكندية باسم عملية التأثير من قبل وزارة الدفاع الوطني الكندية. غادرت طائرة كندية إلى الشرق الأوسط للانضمام إلى غارات جوية في 21 أكتوبر 2014. في المجموع تم إرسال ست طائرات مقاتلة من طراز F-18 وناقلة إيرباص CC-150 بولاريس للتزود بالوقود جوًا وطائرتي مراقبة من طراز C-140 أورورا إلى جانب 700 من الأفراد العسكريين.
أكملت الطائرات المقاتلة الكندية CF-18 أولى رحلاتها التشغيلية المغادرة من الكويت في 31 أكتوبر. بدأت الضربات الجوية الكندية الأولى في 2 نوفمبر. كما أرسلت كندا طائرة إضافية من طراز CF-18 إلى الكويت لاستخدامها كاحتياطي إذا دعت الحاجة إلى ذلك ومع ذلك يُسمح لستة أشخاص كحد أقصى بالطيران مع مهام التحالف.
في 4 نوفمبر 2014 قامت القوات الجوية الملكية الكندية F-18s بتدمير معدات بناء لتنظيم داعش باستخدام قنابل GBU-12 . تم استخدام معدات البناء لتحويل نهر الفرات لحرمان القرى من المياه وإغراق الطرق وتحويل حركة المرور إلى المناطق التي بها عبوات ناسفة .

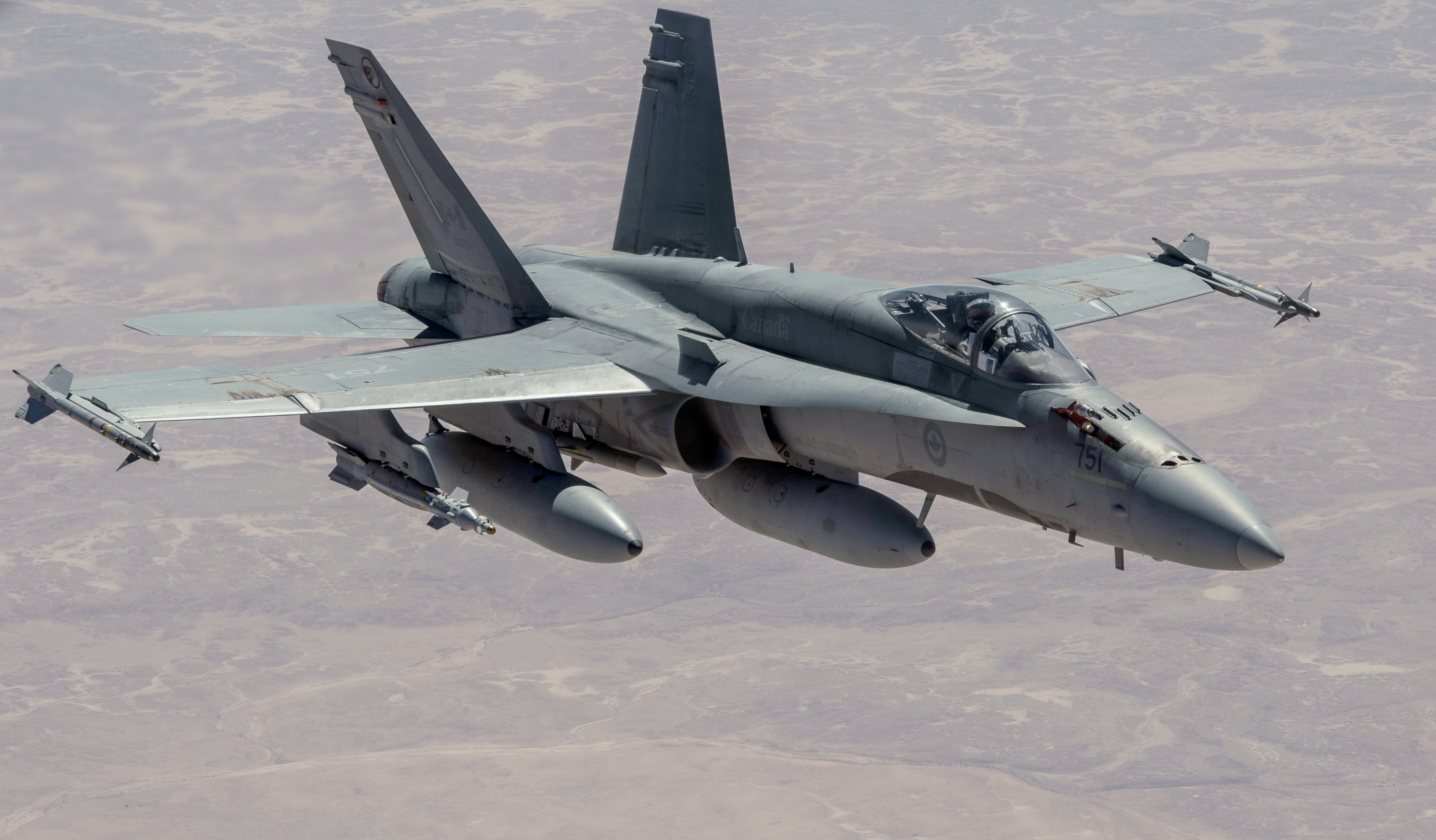
مقاتلة F-18 كندية أثناء عملية تأثير.

في 12 نوفمبر 2014 دمرت الطائرات الكندية مدفعية داعش خارج مدينة بيجي شمال العراق. استمرت الغارات الجوية طوال ديسمبر وحتى يناير 2015 حيث بلغ مجموعها 28 مهمة. وأفيد بعد ذلك أن القوات الخاصة الكندية التي كانت تسلط الضوء على أهداف الغارات الجوية شاركت في القتال بعد تعرضها للهجوم.
في 19 يناير 2015 تعرضت قوات العمليات الخاصة الكندية لهجوم داعش للمرة الأولى في العراق وعادت لإطلاق نيران القناصة «لتحييد» التهديد. قام الكنديون «بتمكين الضربات الجوية من الأرض» مما يعني أنهم يبحثون بنشاط عن أهداف للطائرات التي تحلق فوقها.
في 29 كانون الثاني / يناير 2015 تعرضت القوات الخاصة الكندية في العراق لنيران تنظيم داعش مما تسبب في رد القوات الكندية على النيران مما أسفر عن مقتل بعض مقاتلي تنظيم داعش. في 6 مارس / آذار قُتل جندي كندي في حادثة نيران صديقة قامت بها القوات الكردية أثناء عودته إلى مركز مراقبة.
في 8 أبريل 2015 قامت طائرتان من طراز F-18 بشن غارة جوية أولى ضد تنظيم داعش في سوريا حيث أصابوا إحدى المجموعات المسلحة.
في الفترة من 2 نوفمبر 2014 إلى 13 مايو 2015 ضربت القوات المسلحة الكندية 80 موقعًا قتاليًا لتنظيم داعش و 19 مركبة و 10 منشآت تخزين.
في 21 أكتوبر 2015 أبلغ رئيس الوزراء الكندي المعين جوستين ترودو الرئيس الأمريكي باراك أوباما أنه يعتزم سحب الطائرات الكندية من عملياتها فوق العراق وسوريا مع زيادة مهام التدريب على الأرض.
في 8 فبراير 2016 أعلن رئيس الوزراء الكندي جوستين ترودو أنه سيتم سحب طائرات F-18 من مهمة القصف في موعد لا يتجاوز 22 فبراير 2016. ومع ذلك ستستمر طائرة المراقبة وطائرة التزود بالوقود في العمل. بالإضافة إلى ذلك فإن حجم تدريب القوات سوف يصل إلى ثلاثة أضعاف.

### الغارات الجوية الهولندية
في 24 سبتمبر 2014 أعلنت الحكومة الهولندية مشاركتها في «الحملة العسكرية» ضد تنظيم داعش والتي كما يزعمون كانت قد بدأت من قبل الولايات المتحدة وأرسلت ست طائرات مقاتلة من طراز F-16 إلى العراق لقصف تنظيم داعش. وكانت دوافعهم للانضمام إلى هذه الحرب هي : تقدم تنظيم داعش في العراق وسوريا مع إظهار «عنف غير مسبوق» و «ارتكاب جرائم فظيعة ضد مجموعات سكانية» مما أصبح «يشكل تهديدًا مباشرًا لتلك المنطقة» بالإضافة إلى تقدم تنظيم داعش في العراق وسوريا «يسبب عدم الاستقرار على حدود أوروبا» الذي يهدد «سلامة هولندا الخاصة». في يناير 2016 مددت هولندا قصفها ضد تنظيم داعش إلى الأراضي السورية. بحلول نهاية يوليو 2016 قامت فرقة العمل الجوية الهولندية بأكثر من 2100 مهمة ونفذت أكثر من 1800 غارة جوية.

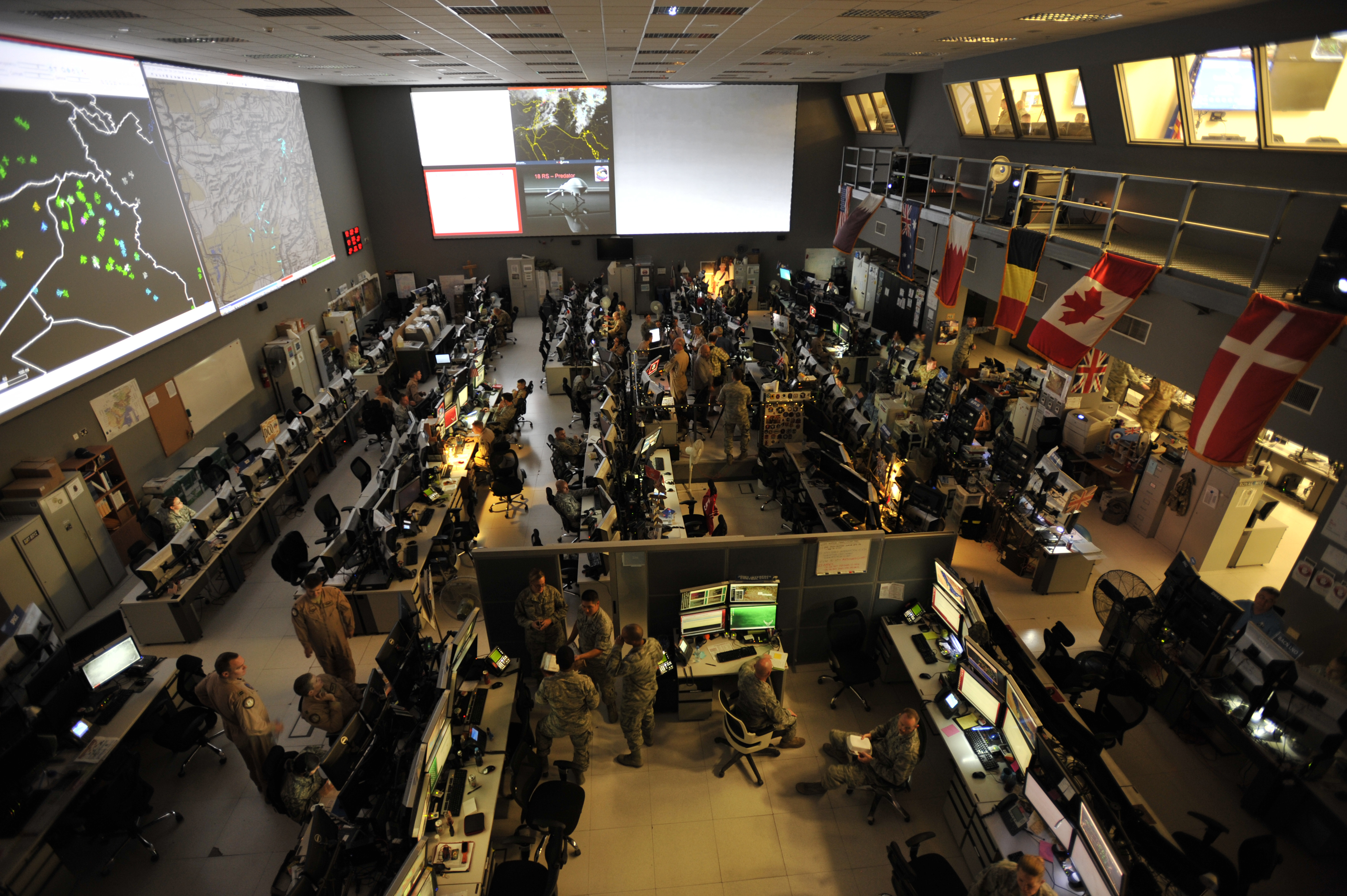
يوفر مركز العمليات الجوية والفضائية المشترك (CAOC) في قاعدة العديد الجوية في قطر القيادة والسيطرة على القوة الجوية في جميع أنحاء العراق وسوريا.

### الضربات الجوية الفرنسية
في 19 سبتمبر 2014 استخدم سلاح الجو الفرنسي طائرات رافال للقيام بهجمات جوية على أهداف تنظيم داعش في الموصل. تمت الموافقة على الغارات الجوية من قبل الرئيس الفرنسي فرانسوا هولاند والتي أشارت إلى أن فرنسا ملتزمة بمحاربة تنظيم داعش باستخدام القوة الجوية إلى جانب الولايات المتحدة. ذكر هولاند أنه لن يتم استخدام قوات برية في النزاع. لتنفيذ غاراتها الجوية نشرت فرنسا 9 من مقاتلي رافال في الإمارات العربية المتحدة و 6 من مقاتلات داسو ميراج 2000 في الأردن بالإضافة إلى طائرة دورية بحرية من طراز أتلانتيك 2 وطائرة من طراز بوينج إي 3 سينتري للإنذار المبكر والتحكم المحمول جوا وطائرة بوينغ. KC-135 سترة للنقل الجوي والتزود بالوقود.
في 23 فبراير 2015، نشرت البحرية الفرنسية أيضًا مجموعة من السفن الحربية تحت اسم فرقة العمل 473 في الخليج الفارسي بقصد إجراء ضربات جوية من قامت البحرية الفرنسية بنشر حاملة الطائرات شارل ديغول مع 18 مقاتلة رافال و 8 طائرات طراز داسو ميراج 2000 وطائرتان انذار مبكر إي - 2 هوك آي و 4 طائرات هليكوبتر. بعد ثمانية أسابيع من العمليات غادرت فرقة العمل الخليج العربي في طريقها إلى الهند معلنة بذلك نهاية مساهمتها في عملية الشمال.
في 5 نوفمبر 2015 أُعلن أن حاملة الطائرات شارل ديغول ستستأنف عملياتها في سوريا لمحاربة تنظيم داعش.
في 15 نوفمبر 2015 بعد هجمات باريس في نوفمبر 2015 شنت القوات الجوية الفرنسية أكبر غارة جوية مكونة من 12 طائرة بما في ذلك 10 طئرات مقاتلة وأسقطت 20 قنبلة في معسكرات للتدريب ومخازن الذخيرة في الرقة عاصمة الأمر الواقع لتنظيم داعش.

### الضربات الجوية الأردنية
بعد إعدام الطيار الأردني معاذ الكاسبة على يد تنظيم داعش من خلال حرقه حتى الموت تعهد الملك عبد الله الثاني بالانتقام وتولى القيادة المؤقتة في غارات القصف على تنظيم داعش خلال شهر فبراير 2015. في 8 فبراير ادعى الأردن أنه خلال 3 أيام من 5 إلى 7 فبراير قتلت غاراتهم الجوية وحدها 7000 من مقاتلي تنظيم داعش في العراق وسوريا كما ذُكر أنها أضعفت بنسبة 20 ٪ من قدرة الجماعة المسلحة.

### الغارات الجوية المغربية
في ديسمبر 2014 أرسل المغرب 4 طائرات من طراز F-16 لقصف مواقع تنظيم داعش في البداية في ضواحي بغداد وغيرها من المواقع غير المعلنة. كانت الطائرات تعمل تحت قيادة دولة الإمارات العربية المتحدة وأوقفت العمليات في فبراير 2015.

### المساهمات التركية
في 23 يوليو / تموز وفقًا لمختلف وسائل الأخبار التركية ورد أن 60 من عناصر النخبة من القوات الخاصة التركية هاجموا قرية على بعد 9 كيلومترات من الحدود السورية التركية في سوريا واستعادوها من مقاتلي تنظيم داعش. وقصفت الدبابات التركية القرية في نفس اليوم من العملية البرية. أفادت التقارير أن العملية استمرت أكثر من ساعة وقتلت أكثر من 100 من مقاتلي داعش حسب التقارير التركية. ولم تؤكد هيئة الأركان العامة التركية ولم تنف غزو القوات الخاصة لكنها أكدت قصف القرية.
في نفس اليوم سمحت تركيا للولايات المتحدة باستخدام قواعد إنجيرليك وديار بكر في جنوب تركيا لغارات جوية على داعش في سوريا، وبعد هجوم داعش المزعوم على موقع حدودي تركي في مقاطعة كيليس مما أسفر عن مقتل جندي تركي قصف الجيش التركي تنظيم داعش في سوريا مما أسفر عن مقتل أحد المتشددين وتدمير العديد من المركبات الخاصة بالتنظيم.
في 24 يوليو ظهر تقرير مجهول على موقع صحيفة تركية على الإنترنت يشير إلى أن الولايات المتحدة قد اتفقت مع تركيا على اقامة "منطقة حظر طيران جزئية" في شمال سوريا .
في 24 و 25 يوليو / تموز بدأت عملية عسكرية بعنوان «عملية الشهيد يالسين» ضد كل من داعش في سوريا وحزب العمال الكردستاني (PKK) في العراق ونشرت تركيا ما لا يقل عن 70 طائرة مقاتلة من طراز F-16 .

## التدخل بقيادة الولايات المتحدة في سوريا

### محاولة انقاذ الرهائن
في 4 تموز (يوليو) 2014 قصفت الولايات المتحدة معسكر «أسامة بن لادن» التابع للتنظيم في قرية عكيرشة في سوريا . حيث تم انزال 20 من قوات الكوماندوز الأمريكية التابعة لقوة دلتا في محاولة لإنقاذ الرهائن بما في ذلك جيمس فولي . لكن فشلت العملية بسبب نقل الرهائن إلى موقع آخر قبل أيام. في سلسلة من مقاطع الفيديو التي أصدرها التنظيم أظهرت قتل فولي وستيفن جويل سوتلوف والعديد من الرهائن.

### المراقبة الجوية
في 26 أغسطس 2014 بدأت الولايات المتحدة في إرسال طلعات للمراقبة الجوية بما في ذلك استخدام الطائرات بدون طيار إلى سوريا لجمع المعلومات الاستخبارية. على الرغم أنه لم يطلب من الجمهورية العربية السورية الإذن. في 28 أغسطس عندما تحدث الرئيس أوباما عن محاربة تنظيم داعش في سوريا أعلن أنه «ليس لدينا إستراتيجية بعد».
عملت القوات الجوية الملكية البريطانية فوق سوريا في دور لدعم عمليات المراقبة منذ 21 أكتوبر 2014 مما جعل المملكة المتحدة أول دولة غربية غير الولايات المتحدة تعمل في كل من العراق وسوريا في وقت واحد.

### تسليح وتدريب المتمردين
بتوجيه من الرئيس أوباما لعبت وكالة الاستخبارات المركزية الأمريكية دورًا نشطًا منذ المراحل الأولى من الحرب الأهلية السورية . حيث زودت الولايات المتحدة في الأصل المتمردين المعتدلين في الجيش السوري الحر بمساعدات غير عسكرية لكن سرعان ما تصاعدت لتوفير التدريب والمال والمعلومات الاستخباراتية لقادة المتمردين المختارين. في 17 سبتمبر 2014 صوت مجلس النواب للتصريح بالإنفاق لتدريب وتسليح المتمردين السوريين المعتدلين.
أعلنت المملكة المتحدة في مارس 2015 أنها سترسل 75 من الأفراد العسكريين للمساعدة في تدريب القوات السورية المعتدلة على استخدام الأسلحة الصغيرة وتكتيكات المشاة والمهارات الطبية الأساسية. كان من المفترض أن يتم التدريب في تركيا كجزء من الجهود التي تقودها الولايات المتحدة.
وفقًا لوزارة الدفاع الأمريكية، اقترحت المملكة العربية السعودية توفير التدريب للمتمردين السوريين حتى يتمكنوا من العودة إلى سوريا ومحاربة داعش.
فشلت الجهود المبذولة لتدريب قوة كبيرة من المتمردين السوريين من الفصائل المناهضة للأسد في قتال تنظيم داعش في نهاية المطاف حيث تم تدريب 54 مقاتلاً فقط في الفرقة 30 مشاة والعديد منهم تم أسرهم أو تم قتلهم أو لم يقاتلوا.

### الضربات الجوية متعددة الجنسيات

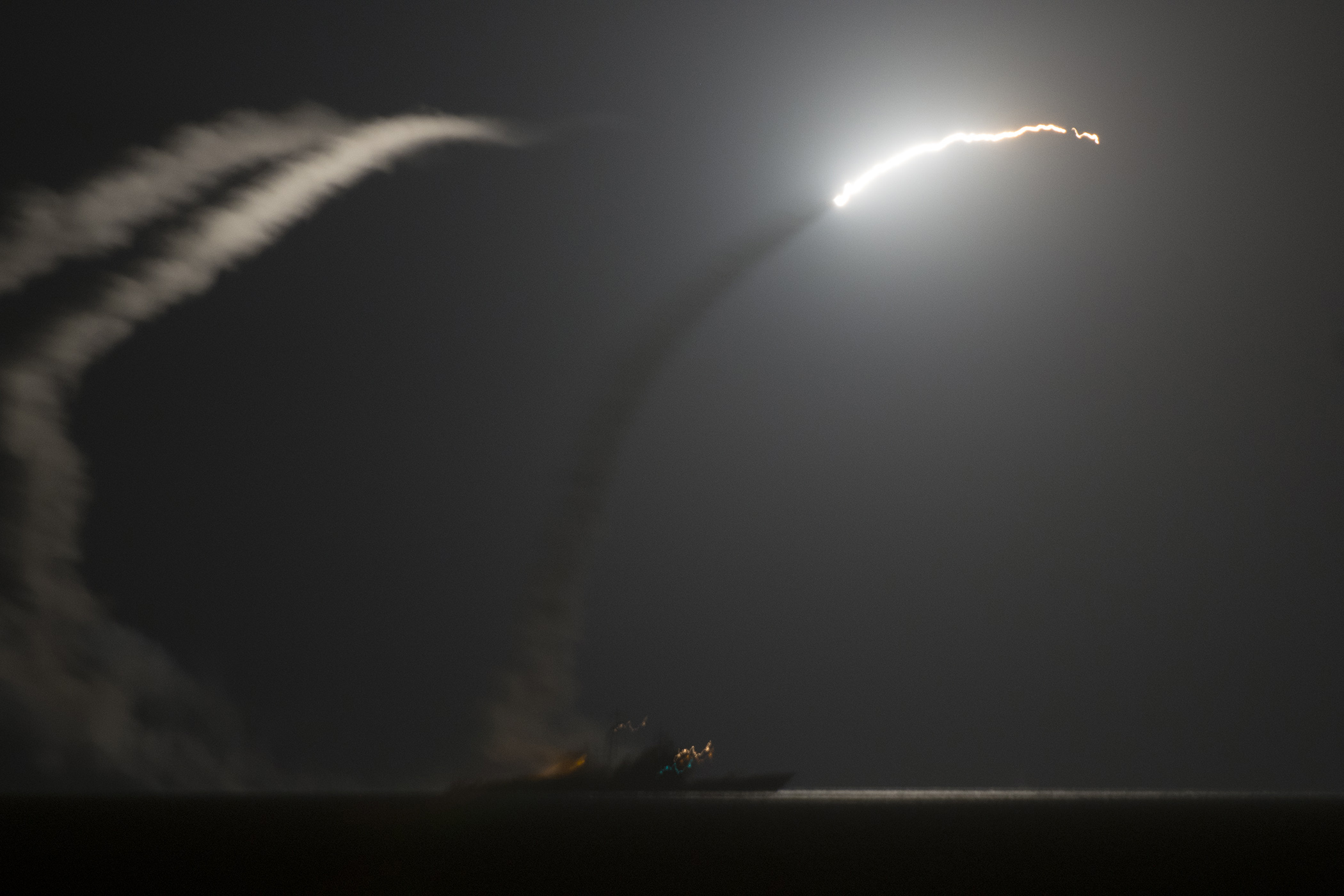
البحرية الأمريكية تطلق صواريخ توماهوك من الخليج الفارسي والبحر الأبيض المتوسط ضد أهداف داعش في سوريا ، 23 سبتمبر 2014

أعلن الرئيس الأمريكي أوباما في 10 سبتمبر 2014 أنه سيبدأ في تنفيذ الغارات الجوية في سوريا بموافقة الكونجرس أو بدونه. بدءًا من 22 سبتمبر 2014 بدأت الولايات المتحدة والبحرين والأردن وقطر والسعودية والإمارات العربية المتحدة غارات جوية ضد أهداف تنظيم داعش في سوريا  بالمقاتلات والقاذفات وصواريخ توماهوك البحرية . استمرت الغارات الجوية في سوريا يوميًا. بالإضافة إلى ذلك في الليلة الأولى شنت القوات الأمريكية ثماني ضربات صاروخية ضد جماعة خراسان التابعة لتنظيم القاعدة . في أوائل نوفمبر أوائل ديسمبر 2014 شنت الولايات المتحدة غارات جوية إضافية على نفس المجموعة. في نوفمبر 2014 ، أرسل المغرب 3 طائرات من طراز F-16 ليتم نشرها في الإمارات لمحاربة داعش في العراق وسوريا في إطار العمليات التي تقودها الولايات المتحدة.
في 24 كانون الأول (ديسمبر) 2014 أسقط داعش طائرة مقاتلة أردنية فوق سوريا وأسر طيارها الملازم في سلاح الجو الأردني معاذ الكساسبة. عرض التظيم الإفراج عنه مقابل الإفراج عن مسجونيين من تنظيم داعش في الأردن. وافق الأردن على إجراء التبادل لكنه طالب «بإثبات الحياة» أولاً. ولكن فشلت العملية عندما صدر شريط فيديو لإعدام الطيار ثم تم تنفيذ أحكام الإعدام في الأردن على كل من وسجدة الريشاوي وزياد الكربولي .
في 21 أغسطس 2015 تم استهداف ثلاثة مقاتلين من داعش اثنان يحملون جنسية المملكة المتحدة في مدينة الرقة السورية بواسطة غارة جوية تابعة للقوات الجوية الملكية البريطانية بطائرة بدون طيار من نوع MQ-9 Reaper . ألقى رئيس الوزراء ديفيد كاميرون بيانًا إلى البرلمان بأن أحد الرعايا البريطانيين المستهدفين كان يخطط لشن هجمات في المملكة المتحدة. وقُتل مواطن بريطاني آخر في غارة جوية منفصلة شنتها القوات الأمريكية في الرقة في 24 أغسطس.

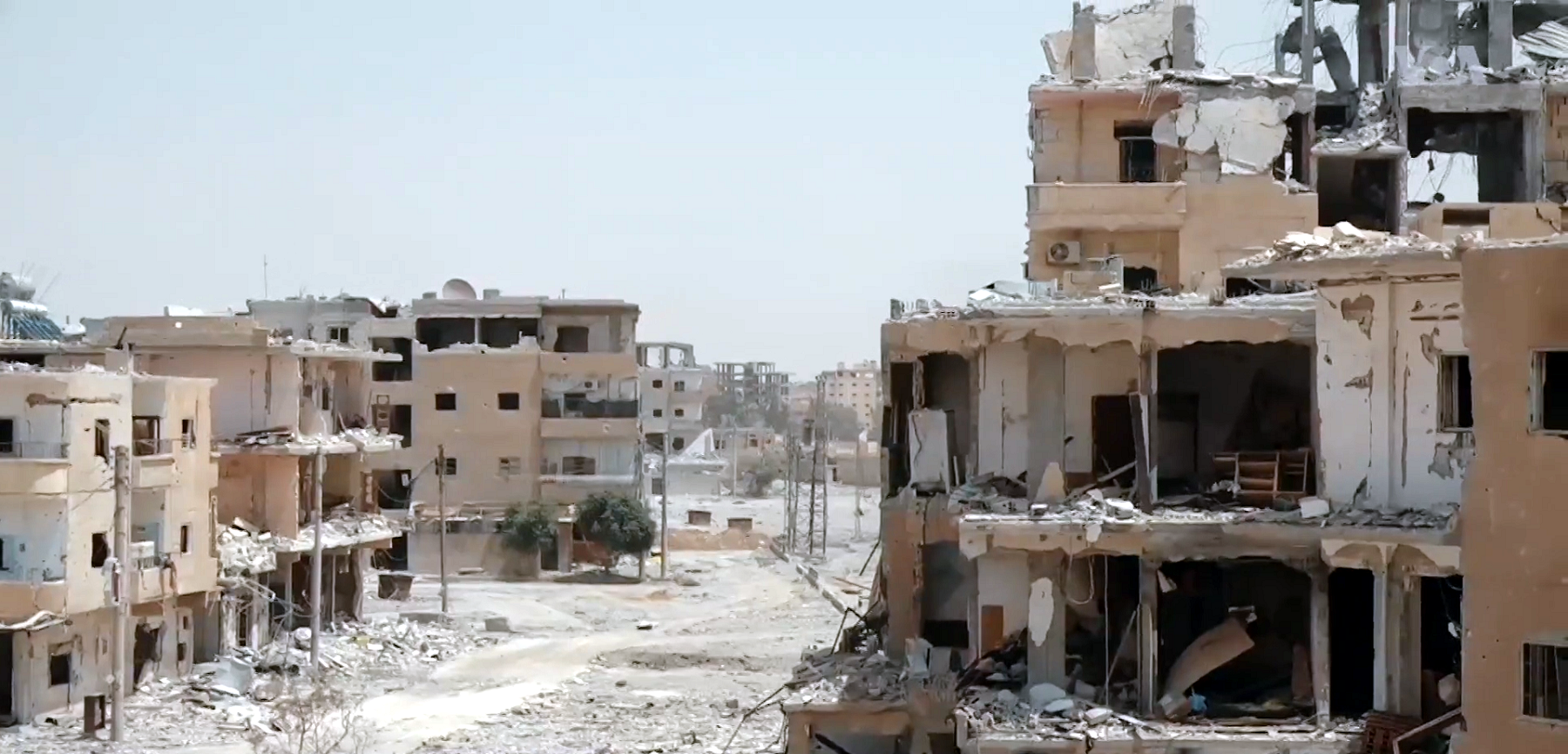
الأضرار الجسيمة التي لحقت بمدينة الرقة خلال معركة الرقة عام 2017.

في شهري أكتوبر ونوفمبر 2015 كثفت الولايات المتحدة غاراتها الجوية على المنشآت النفطية التي يسيطر عليها داعش في عملية أطلق عليها اسم «عملية الموجة العارمة الثانية» ، بعد عملية الموجة العارمة التي وقعد في الحرب العالمية الثانية ضد أهداف نفط المحور في رومانيا . تهدف الاستراتيجية الأمريكية إلى «ضرب منشآت محددة لمدة ستة أشهر إلى سنة» من خلال التركيز على المنشآت القريبة من دير الزور . مثل حقل عمر النفطي الذي ينتج 30.000 برميل من النفط يوميًا و 1.7 مليون دولار إلى 5.1 مليون دولار في الشهر بكامل طاقته تم استهدافه في 21 أكتوبر مما خفضه إلى ما يقرب من ثلث طاقته. وشاركت الطائرات الفرنسية أيضا في الضربات.
في 16 نوفمبر 2015 دمرت طلعة جوية تابعة لعملية الموجة العارمة الثانية 116 ناقلة وقود تابعة لداعش متجمعة بالقرب من البو كمال وهي مدينة على الحدود السورية مع العراق. وشارك في الغارة أربع طائرات A-10 ثاندر بولت واثنتان من طراز AC-130 سبيكتر.
في 2 ديسمبر 2015 صوت برلمان المملكة المتحدة مؤيدًا (397 صوتًا مقابل 223 صوتًا) للتصريح بالغارات الجوية في سوريا. في غضون ساعات نفذت طائرات سلاح الجو الملكي البريطاني تورنادو غاراتها الجوية الأولى مستهدفة حقول نفط عمر في شرق سوريا والتي كانت تحت سيطرة داعش. واستخدمت طائرات تورنادو GR-4 للمراقبة ، وغادرت ست طائرات تايفون أخرى اسكتلندا لتنضم إلى بقية الطائرات في القاعدة الجوية البريطانية في قبرص.
في 4 ديسمبر 2015 تدخلت ألمانيا في رد فعل على هجمات باريس في نوفمبر 2015 عن طريق إرسال الفرقاطة اوغسبورغ و طائرات تورنادو خاصة بالاستطلاع إلى المنطقة. أنهت الفرقاطة أوجسبورج مهمتها في الأول من مارس 2016 وأعيد نشرها في سبتمبر واختتمت مهمتها في 14 نوفمبر 2016.
في 29 يناير 2016 أعلنت هولندا عزمها على توسيع عمليات الضربة الجوية في سوريا.

## التدخل الروسي

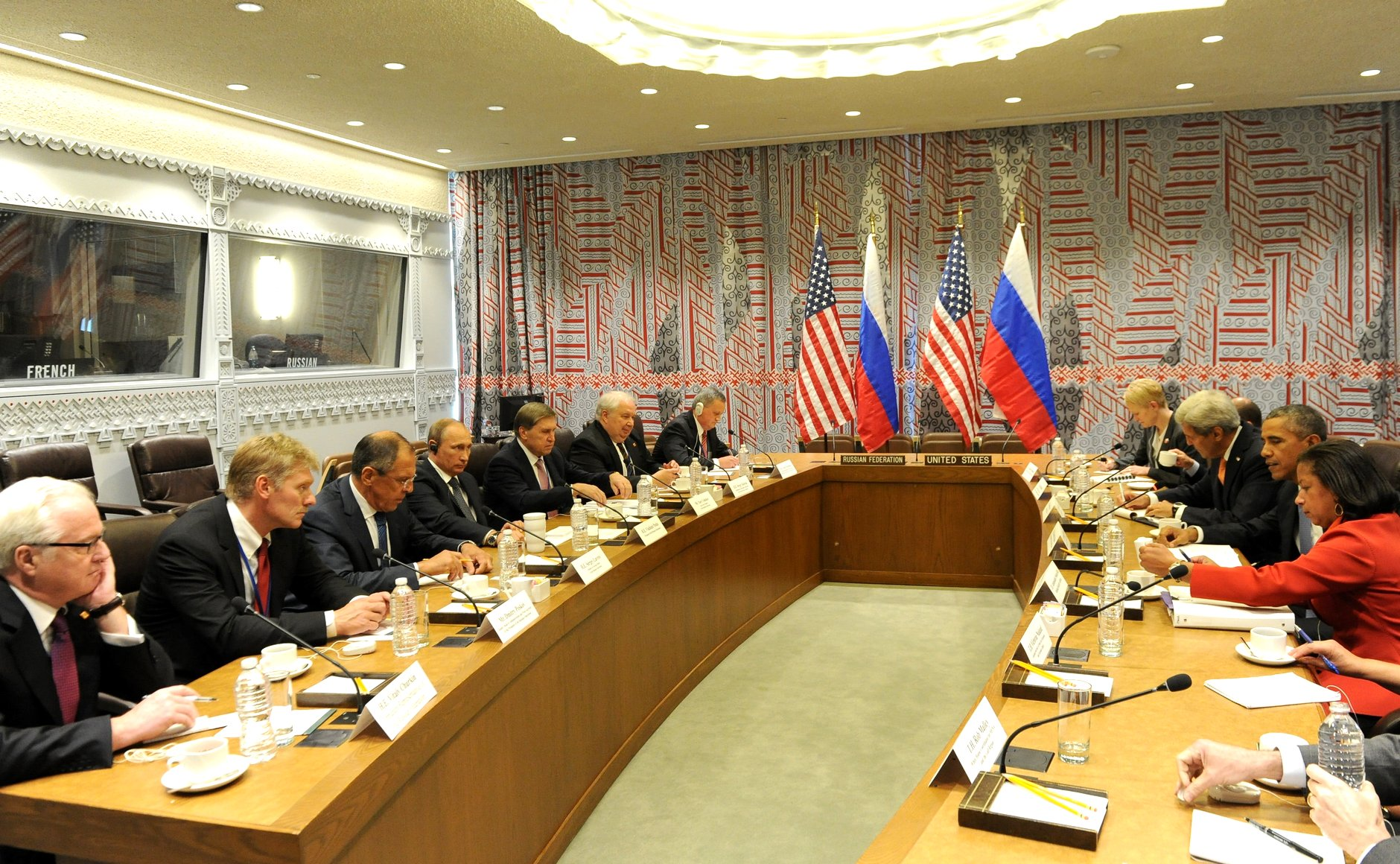
اجتماع لممثلون روس وأمريكيون لمناقشة الوضع في سوريا في 29 سبتمبر 2015.

في 11 سبتمبر 2015 ذكر مصدر عسكري سوري أن القوات الروسية الموجودة في سوريا لمساعدة الحكومة السورية في قتالها ضد داعش كجزء من عملية الإنقاذ . في 17 سبتمبر / أيلول نفذت الطائرات الحربية السورية موجة من الغارات الجوية في مدينة الرقة التي يسيطر عليها داعش وذلك بأسلحة روسية مقدمة من القوات المسلحة الروسية. في 20 نوفمبر ادعت روسيا أنها قتلت أكثر من 600 إرهابي باستخدام صواريخ كروز في مهمة واحدة.

## التدخل في ليبيا

### الغارات الجوية المصرية
بعد مقتل 21 من المسيحيين الأقباط المصريين في ليبيا ،  شنت مصر غارات جوية على أهداف لتنظيم داعش في ليبيا في 16 فبراير 2015 مما أسفر عن مقتل 64 من مقاتلي التنظيم في درنة. كما قصفت الطائرات الحربية التي تعمل بناء على أوامر من الحكومة الليبية «الرسمية» أهدافًا في درنة بالتنسيق مع غارات جوية مصرية. وصرح مسؤول ليبي أن المزيد من الغارات الجوية المشتركة ستتبع ذلك.

### مهمات المراقبة الأمريكية
أدى القلق بشأن أنشطة تنظيم داعش في منطقة درنة في ليبيا في ديسمبر / كانون الأول 2014 إلى قيام طائرات أمريكية بدون طيار وطائرات مراقبة إلكترونية «بطلعات مستمرة» من القواعد الإيطالية فوق منطقة درنة.

### الغارات الجوية الأمريكية

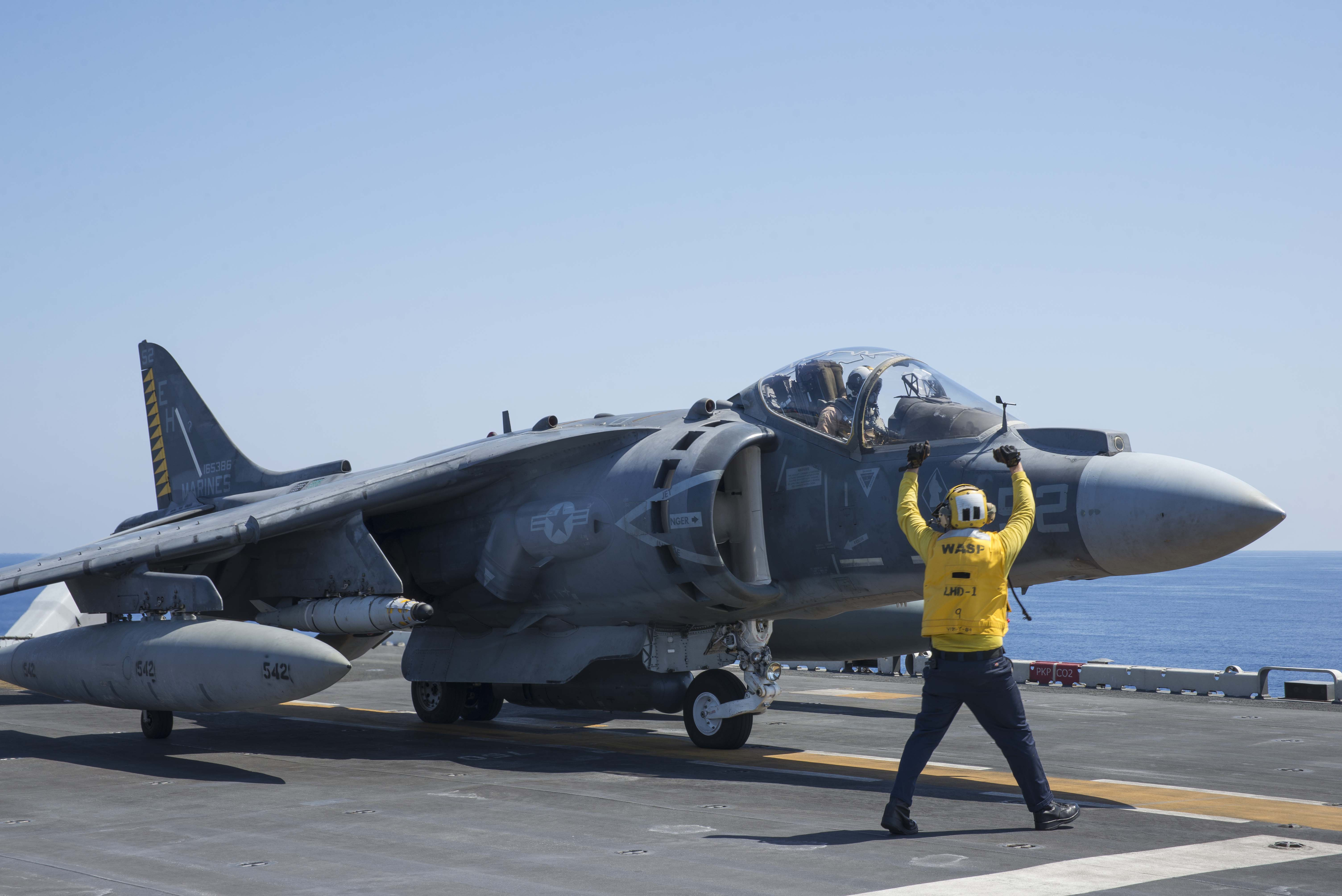
طائرة من طراز AV-8B Harrier أثناء مشاركتها في عملية برق أوديسا في 11 أغسطس 2016.

في 15 نوفمبر 2015 شنت الولايات المتحدة غارة جوية في درنة في ليبيا. استهدفت طائرتان مقاتلتان أمريكيتان من طراز F-15E القيادي البارز في داعش أبو نبيل الأنباري في الغارة الجوية الذي كان يعتبر أكبر قائد لداعش في ليبيا. في يناير / كانون الثاني 2016 أكد تنظيم داعش في ليبيا وفاة أبو نبيل في تأبين له.
درس مسؤولو الإدارة الأمريكية خطة حملات جديدة لليبيا من شأنها أن تعميق التدخل العسكري والدبلوماسي للولايات المتحدة على جبهة أخرى ضد تنظيم داعش. عملت الولايات المتحدة وحلفاؤها على زيادة مهمات الاستطلاع وجمع المعلومات الاستخبارية هناك - وحتى الاستعداد للغارات الجوية والغارات المحتملة وفقًا لمسؤولين أمريكيين كبار. التقت قوات العمليات الخاصة بمجموعات ليبية مختلفة خلال الأشهر الماضية للتنسيق معها لاتخاذ إجراء محتمل ضد تنظيم داعش.
في 19 فبراير 2016 نفذت الطائرات الحربية الأمريكية غارة جوية على عدة أهداف لداعش في ليبيا حيث ضربت معسكر تدريب لتنظيم داعش وقتلت زعيم متطرف وكان معسكر التدريب بالقرب من صبراتة في ليبيا وكان 60 شخصًا موجودين في المعسكر وقت في الهجوم وقُتل أكثر من 40 شخصًا وأصيب بعضهم بجروح بعضها حرجة في 14 فبراير 2016 قدم مجلس معين من الأمم المتحدة مجلس وزراء ليبيًا جديدًا من 18 عضوًا في مدينة الصخيرات المغربية بعد أسابيع من رفض تشكيلة سابقة. يتعين على البرلمان المعترف به دولياً إقرار حكومة الوحدة الجديدة. في حالة الموافقة يمكن لحكومة الوحدة الجديدة أن تسعى في نهاية المطاف إلى تدخل عسكري دولي ضد متطرفي تنظيم داعش الذين استغلوا الفراغ السياسي في البلاد منذ عام 2014.
في 1 أغسطس / آب 2016 نفذت طائرة أمريكية بدون طيار غارات جوية على أهداف داعش في ليبيا ، استجابة لطلب الحكومة المدعوم من الأمم المتحدة للمساعدة في طرد المتشددين من معقلهم في سرت فيما وصفه المسؤولون الأمريكيون بأنه بداية لحملة متواصلة ضد المجموعة المتطرفة في المدينة. أذن الرئيس باراك أوباما بالغارات الجوية بعد توصية من وزير الدفاع الأمريكي آش كارتر. أصابت الغارات دبابة لداعش وسيارتين تشكلان تهديدًا للقوات المتحالفة مع حكومة الوفاق الوطني الليبي. كانت هذه هي الضربة الجوية الأمريكية الثالثة ضد مقاتلي التنظيم في ليبيا ، لكن هذه المرة قال المسؤولون الأمريكيون إنها تمثل بداية لحملة جوية مستمرة بدلاً من ضربة معزولة أخرى ستستمر الضربات الجوية الأمريكية في استهداف داعش في سرت من أجل تمكين حكومة الوفاق الوطني. لتحقيق تقدم حاسم واستراتيجي. وتشرف قيادة القوات الأمريكية في أفريقيا (AFRICOM) على الجهود الأمريكية والتي تُعرف باسم «عملية برق اوديسا» وقد أجرت الغارات الجوية والطائرات التي لم تُطلق من مواقع غير معلنة لاستهداف مواقع التنظيم في ليبيا. استمرت الغارات الجوية في 2 أغسطس / آب أصابت الغارات الجوية قاذفة صواريخ وحفارة وشاحنة صغيرة مزودة ببندقية عديمة الارتداد وفي 3 أغسطس / آب قصفت غارات جوية شاحنة صغيرة محملة ببندقية عديمة الارتداد بحلول 9 أغسطس / آب أجرت الولايات المتحدة 28 غارة ضد داعش في ليبيا مع أكثر من نصف الغارات التي نفذت من طائرة بدون طيار. بحلول 16 أغسطس / آب قصفت الغارات الجوية الأمريكية مركبة لتنظيم داعش و 4 مواقع متشددة في سرت مما رفع عدد الغارات الجوية الأمريكية في ليبيا إلى 48. في 17 أغسطس أعلن مسؤولو القيادة الأمريكية الإفريقية في 16 أغسطس / آب عن غارات جوية على أهداف داعش في سرت حيث تم قصف 7 مواقع معادية وأربعة سيارات مفخخة وشاحنة صغيرة واحدة مزودة ببندقية عديمة الارتداد و 12 موقعًا محصن للقتال وواحدة من مواقع القيادة والسيطرة وبذلك يصل العدد الإجمالي للغارات الجوية لدعم عملية برق اوديسا إلى 57 غارة. في 22 أغسطس ذكرت ستارز آند سترايبز أن طائرات الهليكوبتر الأمريكية من طراز سوبر كوبرا شاركت في ضربات ضد مقاتلي داعش في سرت يومي 20 و 21 أغسطس حيث وفرت مجموعة صغيرة من القوات الخاصة الأمريكية في سرت معظم معلومات الاستهداف للغارات الجوية التي نقلت بعد ذلك إلى القوات الأمريكية عبر القوات الحكومية الليبية. في 31 أغسطس ذكرت ستارز آند سترايبس أنه في الشهر الماضي شن الجيش الأمريكي 104 غارات جوية ضد أهداف داعش في ليبيا.
في 22 سبتمبر ، ذكرت ستارز آند سترايبس أن وتيرة الضربات الجوية الأمريكية ضد مقاتلي داعش في ليبيا تباطأت في سبتمبر حيث تقلص عدد المتمردين المتحصنين في موقع يصعب استهدافه في سرت. اجمالاً نفذت الولايات المتحدة 50 غارة جوية ضد أهداف داعش في سبتمبر مقارنة مع 108غارة في أغسطس مع بقاء حوالي 200 مسلح. في 28 سبتمبر ذكرت فوكس نيوز أنه اعتبارا من 26 سبتمبر قامت طائرات مشاة البحرية الأمريكية هارير وطائرات هليكوبتر هجومية وكذلك طائرات بدون طيار بشن 175 غارة جوية ضد داعش في ليبيا وفقا لقيادة أفريقيا للجيش الأمريكي. وفقًا لمسؤول أمريكي ، قُدر عدد مقاتلي داعش في سرت بـ «أقل من 100» وأن «داعش موجود في ثلاثة أحياء فقط».
في 3 أكتوبر ، ذكرت ستارز آند سترايبس أن الولايات المتحدة أجرت في 2 أكتوبر 20 غارة جوية (ليصل العدد الإجمالي للضربات إلى 201) في ليبيا: ضرب منشأة للقيادة والسيطرة ، ونحو 70 موقعا مقاتلا لداعش والعديد من المواقع الأخرى في ما أعنف يوم من القصف منذ بدء العملية ، وفقًا لبيانات قيادة القوات الأمريكية في أفريقيا (AFRICOM). كانت الضربات دعما لهجوم من القوات البرية المتحالفة مع الحكومة الليبية المدعومة دوليا. في 11 أكتوبر ذكرت ستارز أند سترايبس أن الطائرات الحربية الأمريكية شنت 51 غارة جوية على أهداف داعش في ليبيا ، وخاصة في سرت وحولها في الفترة بين 7 و 10 أكتوبر مما يجعلها واحدة من أعنف القصف منذ بدء العملية ؛ وبذلك يصل العدد الإجمالي للغارات الجوية الأمريكية في ليبيا إلى 261. في 17 أكتوبر ذكرت فوكس نيوز أن الغارات الجوية الأمريكية ضد داعش في ليبيا تضاعفت في أقل من شهر (ليصل عدد الغارات الجوية إلى 324). في 21 أكتوبر 2016 ، ذكرت ستارز أند سترايبس أن سفينة يو إس إس سان أنطونيو انتشرت في البحر الأبيض المتوسط كجزء من عملية برق أوديسا لتحل محل السفينة الهجومية المخصصة للعمليات البرمائية (واسب) التي كانت تقوم بعمليات ضد داعش.
في 4 نوفمبر 2016 ذكرت قناة فوكس نيوز أن الجيش الأمريكي أنهى حملته للقصف ضد داعش في سرت بعد ثلاثة أشهر من الغارات الجوية على مدار الساعة نفذ الجيش الأمريكي ما مجموعه 367 غارة جوية منذ 1 أغسطس 2016 ، ووفقًا للمسؤولين لم يقتل أي أميركي حتى نهاية الغارات الجوية في 31 أكتوبر. وتلقت الوحدات المشاركة في العملية أوامر في 1 نوفمبر من قيادة القوات الأمريكية في أفريقيا (AFRICOM) لإنهاء الغارات الجوية الهجومية والجماعية للدفاع عن النفس. وقال مسؤول دفاعي كبير إن الجيش الأمريكي "سيواصل تقديم الدعم العسكري إلى الجيش الوطني. . . في الأراضي التي يسيطر عليها تنظيم داعش في سرت والتي تبلغ مساحتها بضع مئات من الأمتار المربعة.
تم تحرير سرت من قبل قوات حكومة الوفاثق الوطنى في أوائل ديسمبر. في 20 ديسمبر 2016 ذكرت قناة ABC news أن قيادة القوات الأمريكية في أفريقيا (AFRICOM) قالت إنها نفذت 495 غارة جوية على مركبات ومواقع متشددة في معاقل تنظيم داعش في سرت. في 19 ديسمبر انتهت عملية برق أوديسا بعد إعلان من حكومة الوفاق الوطنى عن نهاية العمليات العسكرية الهجومية في سرت.
في 18 كانون الثاني (يناير) 2017 أفادت شبكة ABC News أن قاذفتين من طراز B-2 تابعة للقوات الجوية الأمريكية أصابتا مخيمين لتنظيم داعش على بعد 28 ميل جنوب سرت. الغارات الجوية استهدفت ما بين 80 و 100 من مقاتلي داعش في معسكرات متعددة كما شاركت طائرة غير مأهولة في الغارات الجوية. ووصف أحد المسؤولين الضربات الجوية بأنها "نجاح كبير" ، حيث قتل أكثر من 80 مقاتلاً من داعش كما صرح أحد مسؤولي مكافحة الإرهاب لـ ABC News بأنه "لا يوجد أي ناجين" في المخيمات. هرب العديد من مقاتلي داعش في المخيمات من سرت أثناء المعركة وفقًا لمسؤول آخر. وقال السكرتير الصحفي للبنتاغون بيتر كوك في بيان إن مقاتلي داعش فروا إلى المخيمات الصحراوية النائية "من أجل إعادة التنظيم ويشكلون تهديدًا أمنيًا لليبيا والمنطقة والمصالح الأمريكية. وافق الرئيس أوباما على الغارات الجوية ونُفذت بالتنسيق مع حكومة الوفاق الوطنى وهي تعتبر امتدادًا لعملية برق أوديسا. ذكرت هيئة الإذاعة البريطانية (BBC News) أن الطائرة B-2 حلقت في رحلة ذهابًا وإيابًا لمدة 34 ساعة تقريبًا من ميزوري وألقت نحو 100 قنبلة على أهدافها وقال وزير الدفاع الأمريكي آش كارتر إن هؤلاء المستهدفين كانوا "يخططون بنشاط" لهجمات في أوروبا. أفادت شبكة إن بي سي نيوز في وقت لاحق أن عدد مقاتلي داعش الذين قتلوا قد تم تعديله إلى 90. قال مسؤول دفاعي أمريكي "هذا كان أكبر تواجد لداعش في ليبيا" ، "وقد تم تهميشهم إلى حد كبير ولكني متردد في القول إنه قد تم القضاء عليهم تمامًا في ليبيا".
في 22 سبتمبر 2017 ، قام الجيش الأمريكي بستة غارات جوية بطائرات بدون طيار على جهاز استخبارات أمن الدولة وهو معسكر على بعد 150 ميل جنوب شرق سرت ، مما أسفر عن مقتل 17 مسلحًا وتدمير ثلاث مركبات. ذكرت سي إن إن أن الضربات وقعت «بالتنسيق مع حكومة الوفاق الوطني الليبي والقوات المتحالفة معها» وأن «داعش كان يستخدم المعسكر لنقل المقاتلين داخل وخارج البلاد ؛ وتخزين الأسلحة والمعدات ؛ والتخطيط وشن هجمات». كانت الضربات أول مرة تنفذ فيها غارات جوية في البلاد تحت إدارة دونالد ترامب.
راقب الجيش الأمريكي عن كثب تحركات داعش في ليبيا وانتقلت فرق صغيرة من الأفراد العسكريين الأمريكيين داخل وخارج البلاد على مدى أشهر في أوائل عام 2016. كما كانت القوات الخاصة البريطانية والفرنسية والإيطالية والأردنية وكذلك سلاح الجو الملكي البريطاني في ليبيا للمساعدة في المراقبة الجوية ورسم الخرائط وجمع المعلومات الاستخبارية في العديد من المدن بما في ذلك بنغازي في الشرق والزنتان في الغرب وفقًا لمسؤولين عسكريين ليبيين تم التنسيق معهم. وكانت القوات البريطانية والأمريكية الخاصة تقوم بعمليات لجمع المعلومات الاستخباراتية حول سرت .
منذ بداية عام 2016 ترافق القوات البريطانية الخاصة فرق من عملاء جهاز المخابرات البريطانى للقاء مسؤولين ليبيين وتنظيم توريد الأسلحة والتدريب للجيش الليبي والميليشيات التي تقاتل تنظيم داعش. في 27 فبراير 2016 ذكرت التليجراف أن القوات البريطانية الخاصة قد انتشرت إلى جانب نظرائها الأمريكيين في مدينة مصراتة لوقف تقدم المسلحين الإسلاميين ودورهم الرئيسي هو تقديم التدريب التكتيكي للميليشيات المحلية وبناء جيش لمحاربة داعش. في مايو 2016 أفيد أن القوات البريطانية الخاصة تخوض القتال في الجبهة ضد داعش في ليبيا ؛ على وجه الخصوص قاموا بتدمير سيارتين انتحاريتين لداعش كانوا يستهدفون المقاتلين الليبيين. في 12 مايو عند جسر شداده على بعد 50 ميلاً إلى الجنوب من مصراتة أدى اقتراب سيارة انتحارية إلى انسحاب القوات الليبية وتدخلت القوات البريطانية الخاصة ودمرت السيارة بصاروخ. هناك ما يقدر بنحو عشرة من القوات الخاصة الأمريكية تعمل خارج قاعدة بالقرب من مصراتة وكانت تعمل بالقرب من طرابلس .
في خطة تم الكشف عنها في أواخر عام 2015 كانت بريطانيا تعرض على الحكومة الليبية 1000 جندي كجزء من 5000 جندي مع إيطاليا لتدريب وتجهيز القوات الليبية بدلاً من المشاركة في القتال في الخطوط الأمامية. بالإضافة إلى ذلك أعلن وزير الدفاع البريطاني مايكل فالون أن بريطانيا سترسل 20 جنديًا من لواء المشاة الرابع إلى تونس للمساعدة في منع مقاتلى داعش للخروج من ليبيا.
في يونيو 2016 أفيد أن مقاتلي داعش كانوا يتراجعون عن سرت وأن بعض المقاتلين قصوا لحاهم وشعرهم الطويل ليختلطوا بالمدنيين مع اندفاع مقاتلي الميليشيات المتحالفة مع حكومة الوفاق إلى المدينة في الدبابات والشاحنات المسلحة. والميليشيات ومعظمها من مصراتة وهي ميلشيات متحالفة مع القوة القتالية الرئيسية لحكومة الوفاق التي توسطت في تشكيلها الأمم المتحدة والموجودة في طرابلس العام الماضي. في 11 يونيو ذكرت هيئة الإذاعة البريطانية أن القوات الليبية زعمت أنها استعادت السيطرة على جزء من سرت بعد قتال عنيف ضد مقاتلي داعش. في يوليو / تموز 2016 قال الأمين العام للأمم المتحدة بان كي مون إن مقاتلي داعش في ليبيا يواجهون «إمكانية واضحة» للهزيمة في معقلهم الأخير ومن المرجح أن ينتشروا في أماكن أخرى من البلاد والمنطقة ؛  في بداية عام 2016 ، يُعتقد أن داعش كان لديه أكثر من 5000 مقاتل في ليبيا ، بحلول أغسطس 2016 ، تقول التقديرات أنه قد يكون هناك أقل من 1000 مقاتل  وبحلول 9 أغسطس 350 مقاتل داعش فقط بقي على قيد الحياة في سرت. تورطت القوات الخاصة الأمريكية والبريطانية في معركة سرت حيث كانت القوات الأمريكية تعمل انطلاقًا من مركز عمليات مشترك في ضواحي المدينة وكان دورها مقصورًا على دعم قوات حكومة الوفاق وتقديم الدعم المباشر على أرض الواقع. في 22 سبتمبر ذكرت ستارز آند سترايبس أنه منذ بداية المعركة فر الكثير من أعضاء داعش من المدينة «بحثًا عن الاختباء بين السكان أو الانتقال إلى مدن ليبية أخرى أو محاولة مغادرة ليبيا تمامًا».

## تدخل الولايات المتحدة في أفغانستان
ذكرت هيئة الإذاعة البريطانية أن إعلان داعش عن إنشاء ولاية خراسان في أفغانستان / باكستان في يناير 2015 كانت المرة الأولى التي ينتشر فيها داعش رسميًا خارج العالم العربي. في غضون أسابيع ظهرت المجموعة في خمسة أقاليم على الأقل في أفغانستان: هلمند وزابل وفرح ولوجار وننكرهار لإقامة جيوب من الأراضي التي تبدأ في التوسع من خلالها. في النصف الأول من عام 2015 ، تمكنت ولاية خراسان من الاستيلاء على أجزاء كبيرة من الأراضي في مقاطعة نانجرهار الشرقية. وأصبحت هذه «عاصمة» الأمر الواقع لسببين أساسيين: قربها من المناطق القبلية في باكستان ، موطن قادة ولاية خراسان ووجود بعض الأشخاص الذين يتبعون نفس التفسير السلفي / الوهابي للإسلام إلى داعش. تحاول ولاية خراسان أيضًا الحصول على موطئ قدم في شمال أفغانستان حيث تهدف إلى الارتباط مع مقاتلي آسيا الوسطى والشيشان والإيغور الصينيين وتتنوع القوة العددية لداعش داخل أفغانستان حيث تتراوح من 1000 إلى 5000.
في فبراير 2015 ، قُتل نائب قائد ولاية خراسان الملا عبد الرؤوف في غارة جوية أمريكية بطائرة بدون طيار مع 5 آخرين وقابل خليفته المصير نفسه بعد شهر ومنذ ذلك الحين غاب تنظيم داعش عن جنوب أفغانستان.
يقول أحد التقارير أنه وفقًا لما ذكره متحدث باسم حركة طالبان باكستان في يوليو 2015 قتلت غارة أمريكية بطائرة بدون طيار شهيد الله شديد ، أحد كبار قادة ولاية خراسان و 24 مسلحًا آخر في مقاطعة نانجارهار في أفغانستان.
في يناير 2016 أرسل الرئيس أوباما توجيهًا إلى البنتاغون لتسهيل حصول الجيش على الموافقة على الضربات في أفغانستان واستهداف الجماعات التي أدت بالولاء لتنظيم داعش. لمدة 3 أسابيع في ذلك الشهر نفذ الجيش الأمريكي ما لا يقل عن 12 عملية بما في ذلك غارات الكوماندوز والغارات الجوية والعديد من هذه الغارات التي تجري في منطقة تورا بورا بمقاطعة نانجارهار. قال القادة الأمريكيون في أفغانستان إنهم يعتقدون أن ما بين 90 و 100 من مقاتلي داعش قتلوا في هذه العمليات الأخيرة. في 1 فبراير / شباط 2016 قتلت غارات جوية أمريكية في مقاطعة نانغارهار شرق أفغانستان 29 مقاتلاً من داعش وضربت محطة راديو FM تابعة للتنظيم. في 21 فبراير ورد أنه قبل أكثر من أسبوع بقليل قامت القوات الأفغانية المدعومة من الغارات الجوية الأمريكية بطرد مقاتلي داعش من معقلهم في مقاطعة نانجرهار في عملية عسكرية أسفرت عن مقتل 43 مسلحًا من داعش بحلول 22 فبراير. في 6 مارس 2016 ، أعلن الرئيس الأفغاني أن ولاية خراسان قد هُزِمت في الأجزاء الشرقية من البلاد وقد أعلنت القوات الأفغانية النصر بعد العملية التي استمرت 21 يومًا في منطقتين في مقاطعة نانجارهار مما أدى إلى مقتل 200 مسلح على الأقل. في أعقاب هذه العملية أكد مسؤول أن مقاتلي ولاية خراسان انتقلوا إلى مقاطعة قندوز وإلى مقاطعة كونار.
في أوائل أبريل 2016 ، أفادت التقارير أن القوات الأمريكية والأفغانية قتلت 979 من المتشددين المشتبه بهم وأصيب 736 آخرون واعتقل 965 في الفترة ما بين أبريل 2015 ومارس 2016 كما حاول متشددو داعش الفرار إلى غزنة ومقاطعة نورستان بينما كان هناك زيادة في الانشقاقات من المجموعة إلى الحكومة وطالبان. قام القادة الأمريكيون في كابول بتخفيض تقييمهم للتهديد لـ ولاية خراسان. ومنذ يناير شنت الولايات المتحدة وحلفاؤها ما بين 70 و 80 غارة جوية على مقاتلي داعش في أفغانستان.
في أواخر يونيو / حزيران 2016 هاجم مسلحو داعش نقاط التفتيش التابعة للشرطة في منطقة كوت بإقليم نانغارهار وتبع ذلك قتال عنيف قُتل ما يصل إلى 36 مسلحًا من داعش في الهجمات وقُتل ما لا يقل عن 12 من قوات الأمن الأفغانية ومدنيين وجُرح 18 آخرون . تشير الهجمات الأخيرة إلى أن الجماعة لا تزال تشكل تهديدًا قويًا للحكومة.
في 23 يوليو 2016 ، في أعقاب تفجير كابول بدأت القوات الأفغانية والقوات الخاصة الأمريكية المدعومة من الغارات الجوية الأمريكية عملية لاستعادة أجزاء في مقاطعة نانغارهار من مقاتلي ولاية خراسان. خلال 24 و 25 يوليو / تموز أثناء تطهير مناطق جنوب نانجارهار مع قوات العمليات الخاصة الأفغانية أصيب 5 جنود من القوات الخاصة الأمريكية بنيران الأسلحة الصغيرة أو الشظايا مما يجعلها أول حالة تم الإبلاغ عنها لإصابة القوات الأمريكية في قتال داعش في أفغانستان. في 26 يوليو / تموز قُتل أحد أهم قادة داعش في المنطقة وأحد مؤسسي تنظيم داعش إلى جانب 120 من المتشددين المشتبه بهم في مقاطعة كوت حيث توغلت القوات الأفغانية في مقاطعة كوت. وبسبب القصف الجوي والمدفعي المكثف الذي أجبر مقاتلي داعش على الفرار إلى المناطق الجبلية القريبة وجدت القوات الأفغانية معسكرًا تدريبيًا تم تدميره بالفعل. وعمومًا استعادت العملية أجزاء كبيرة وهامة من شرق أفغانستان مما أجبر مقاتلي داعش على العودة إلى جبال جنوب نانغارهار بمقتل المئات من مقاتلي داعش. كان الحجم المقدر لـ ولاية خراسان في يناير 2016 حوالي 3،000 ولكن بحلول يوليو 2016 ، انخفض العدد إلى ما يقرب من 1000 إلى 1500 مع 70٪ من مقاتليها يأتون من طالبان باكستان. في العملية قتلت القوات الأفغانية بدعم من الولايات المتحدة ما يقدر بنحو 300 من مقاتلي داعش.
بين يناير وأوائل أغسطس 2016 قامت الطائرات الأمريكية بحوالي 140 غارة جوية ضد أهداف داعش في أفغانستان وفقًا للجيش الأمريكي.
في 4 أكتوبر / تشرين الأول 2016 قُتل جندي أمريكي في انفجار قنبلة على جانب الطريق في آشين بمقاطعة نانجرهار وكان في دورية مع القوات الأفغانية خلال عملية ضد مقاتلي داعش. هذه هي المرة الأولى التي يُقتل فيها جندي أمريكي في القتال ضد مقاتلي داعش في البلاد.
في 24 ديسمبر 2016 ، ذكر موقع Military.com أن العميد تشارلز كليفلاند قال إن وجود ولاية خراسان في البلاد قد تم تخفيضه من حوالي 12 مقاطعة إلى منطقتين أو ثلاث فقط وقد تم تخفيض عدد أعضائه في أفغانستان إلى حوالي 1000 من قوة تقدر ما بين 1500 و 3000 عضو في العام السابق. بشكل عام نفذت القوات الأمريكية في أفغانستان أكثر من 350 عملية ضد داعش والقاعدة هذا العام. في أوائل ديسمبر قال الجنرال جون نيكولسون القائد العسكري الأعلى للتحالف الدولي في أفغانستان إن عمليات مكافحة الإرهاب التي تقودها الولايات المتحدة والقوات الحكومية الأفغانية قتلت 12 من كبار قادة التنظيم في البلاد. قال مسؤولون أمريكيون إن مقاتلي داعش يقعون في المقام الأول في نانجارهار ومقاطعة كونار. أفاد موقع Military.com بأن نيكولسون قد قدر أن قواته قتلت حوالي 500 من مقاتلي داعش طوال عام 2016 (بما في ذلك 12 من كبار القادة) وتمثل هذه الخسائر حوالي 25 إلى 30 ٪ من إجمالي عدد مقاتلي ولاية خراسان وقلصت موطئ قدمها في البلاد من 9 مقاطعات إلى 3.
في فبراير 2017 ذكرت صحيفة واشنطن بوست أن القوات الأمريكية شنت أكثر من 1000 ضربة في أفغانستان في عام 2016 بما في ذلك 267 ضد ولاية خراسان و 57 استهدفت تنظيم القاعدة. كما ذكرت هيئة الإذاعة البريطانية ( BBC) أنه تم القضاء على ولاية خراسان إلى حد كبير من جنوب وغرب أفغانستان من قبل طالبان الأفغانية والعمليات العسكرية التي تقوم بها القوات الأفغانية وقوات حلف شمال الأطلسي / الناتو. وقتل عدة مئات من مقاتلي داعش في المواجهات مع طالبان الأفغانية.
في أوائل أبريل 2017 ذكرت صحيفة واشنطن بوست أن الكابتن بيل سالفين الناطق باسم مهمة الناتو في أفغانستان أن القوات الأفغانية والدولية قلصت من الأراضي التي تسيطر عليها ولاية خراسان في أفغانستان بمقدار الثلثين وقتلت حوالي نصف مقاتليها في سنتان. منذ بداية عام 2017 كانت هناك 460 غارة جوية ضد الإرهابيين (حيث قصفت الطائرات بدون طيار وحدها أكثر من 200 من مقاتلي داعش) وأضاف أنه تبقى ما يتراوح بين 600 إلى 800 مقاتل تابع لولاية خراسان في مقاطعتين شرق أفغانستان.
ذكرت صحيفة الجيش تايمز أنه في أوائل مارس 2017 شنت القوات الأمريكية والأفغانية عملية حمزة لطرد ولاية خراسان من معقلها في شرق أفغانستان وشن معارك برية منتظمة. ذكرت ستارز آند سترايبس أن الجنرال دولت وزيري المتحدث باسم وزارة الدفاع الأفغانية قال إنه لمدة أربعة أسابيع قبل غارة نانجارهار الجوية في 13 أبريل التي كانت جزءًا من العملية حاولت القوات الخاصة الأفغانية اختراق المنطقة بسبب الصعوبات الصعبة والعبوات ناسفة التي زرعت من قبل مقاتلي ولاية خراسان. في 13 أبريل / نيسان وقعت غارة جوية في نانجارهار وذكرت ستارز آند سترايبز أن 94 من مقاتلي ولاية خراسان بينهم 4 قادة لقوا مصرعهم في انفجار قنبلة أسقطت على مجمع أنفاق لتنظيم داعش في منطقة اشن  وذكرت هافينغتون بوست أن القنبلة أسقطت من طائرة لوكهيد إم سي -130 الأمريكية . في أواخر أبريل ذكرت صحيفة «تايمز تايمز» أن الكابتن بيل سالفين قال إن ما بين 400 إلى 700 مقاتل ينشطون في جميع أنحاء مقاطعتي نانغارهار وكونار.

## تدخل الولايات المتحدة في الكاميرون
في أكتوبر 2015 وبعد موافقة الحكومة الكاميرونية قام الجيش الأمريكي بنشر 300 فرد في الكاميرون لمواجهة جماعة بوكو حرام وتتمحور مهماتهم الأساسية حول توفير الدعم الاستخباراتي للقوات المحلية بالإضافة إلى إجراء مهمات استطلاع.

## تدخل الولايات المتحدة في اليمن والصومال
أفادت شبكة CNN أنه في 16 أكتوبر 2017 شنت القوات الأمريكية غارات جوية على معسكرين تدريبيين تابعين لتنظيم داعش في محافظة البيضاء في اليمن ويحتوي على ما يقدر بنحو 50 مقاتلاً وقال مسؤول دفاعي أمريكي إن هذه هي الضربة الأمريكية الأولى التي تستهدف تنظيم داعش في اليمن على وجه التحديد ،  هذه الضربة أدت إلى عرقلة محاولات الجماعة لتدريب المزيد من المقاتلين. ذكرت سي إن إن في 23 أكتوبر وقعت غارتين جويتين أمريكيتين في محافظة البيضاء أدت الغارة الأولى إلى مقتل 7 إرهابيين من داعش كانوا يستقلون شاحنات صغيرة وفي الغارة الثانية (5 أميال غربًا) قتلت إرهابيين اثنين من داعش. ذكرت صحيفة «ذي تايمز» أنه في 25 أكتوبر / تشرين الأول قتلت غارتان جويتان أمريكيتان في محافظة البيضاء 9 مقاتلين من داعش وقال بيان صادر عن القيادة المركزية الأمريكية «في الأيام العشرة الماضية استهدفت القوات الأمريكية قرابة 60 إرهابيًا من داعش في اليمن وقتلتهم». قال ماهر فاروق المحلل في شئون تنظيم القاعدة لمشروع التهديدات الحرجة في معهد أميركان إنتربرايز أن «القاعدة في جزيرة العرب وتنظيم الدولة الإسلامية يتعاونان على المستوى التكتيكي في وسط اليمن ضد قوات الحوثي - صالح ، وغالبًا ما يشاركون في شن هجمات ويحتمل أن يتحالفوا مع بعض المتشددين ووجود داعش المستمر في اليمن من المحتمل أن يستمر من خلال تعاونه مع تنظيم القاعدة في جزيرة العرب لكن لا يبدو أنه ينمو في هذا الوقت».
ذكر Military.com أنه في 3 نوفمبر 2017 أن طائرة أمريكية بدون طيار نفذت غارتين جويتين ضد تنظيم داعش في الصومال تم استخدام ما لا يقل عن ستة صواريخ في بوقا على بعد 37 ميلًا شمال قندلة وقالت أفريكوم في بيان لها أن «عدة إرهابيين» قُتلوا ونُفذت الغارات بالتنسيق مع الحكومة الصومالية كانت الضربات أول مرة تقوم فيها الولايات المتحدة بضربات جوية ضد إرهابيي ISS تنظيم داعش في الصومال. أفادت سي إن إن أن طائرة أمريكية بدون طيار قامت بخمس ضربات ضد حركة الشباب في الفترة من 9 إلى 12 نوفمبر مما أسفر عن مقتل 36 من الشباب و 4 من إرهابيي تنظيم داعش في الصومال. تقدر الولايات المتحدة الآن أن هناك ما بين 3000 إلى 6000 مقاتل من الشباب وأقل من 250 من عملاء تنظيم داعش في الصومال. أجرت الولايات المتحدة ثلاث ضربات في محافظة البيضاء استهدفت داعش في اليمن في الفترة ما بين 10 و 12 نوفمبر 2017 ، مما أسفر عن مقتل 5 يشتبه بأنهم من المسلحين.

## الخسائر

### تنظيم داعش
في 22 يناير 2015 صرح السفير الأمريكي لدى العراق ستيوارت جونز أن الضربات الجوية للتحالف قد أدت إلى تدهور تنظيم داعش بما في ذلك قتل نصف قادتهم في العراق وسوريا.
في أوائل فبراير 2015 صرح وزير الدفاع الأسترالي كيفن أندروز أن أكثر من 6000 مقاتل من داعش قتلوا في غارات جوية شنتها قوات التحالف منذ أن بدأت وأن أكثر من 800 كيلومتر مربع (310 ميل2) قد استعيد ومع ذلك قدرت قوة داعش خلال هذه الفترة إلى حوالي 31.500 من المقاتلين الأساسيين بما في ذلك 3000 مقاتل من الدول الغربية.
في 23 فبراير 2015 صرح الجنرال الأمريكي لويد أوستن بأن أكثر من 8500 من مقاتلي داعش قتلوا في غارات جوية شنتها قوات التحالف في العراق وسوريا. كان هذا على النقيض من ادعاء الأردن بأن غاراته الجوية وحدها قتلت 7000 من مقاتلي داعش في العراق وسوريا على مدار 3 أيام ، من 5 إلى 7 فبراير 2015.
في 21 يناير عام 2016 ذكر زير الدفاع الفرنسى جان ايف لو دريان أن أكثر من 22،000 مقاتل تنظيم داعش قد قتل على يد الضربات الجوية لقوات التحالف في العراق وسوريا.
في أغسطس 2016 قال اللفتنانت جنرال بالجيش الأمريكي شون ماكفارلاند للصحفيين في مؤتمر صحفي: «على الرغم من أنه ليس مقياسًا للنجاح ومن الصعب تأكيده ، فإننا نقدر أننا خلال الـ 11 شهرًا الماضية قتلنا حوالي 25000 مقاتل عدو. عندما نضيف ذلك إلى الـ 20.000 الذين قُتلوا قبل وصولنا ، فهذا يعني أن 45000 من الأعداء ينطلقون من ساحة المعركة.» 
في ديسمبر / كانون الأول 2016 أخبر مسؤول عسكري أمريكي كبير شبكة CNN أن ما يصل إلى 50000 من مقاتلي داعش قد قتلوا منذ بدء الحرب على الجماعة الإرهابية.
وفقًا لـ Airwars وهو فريق من الصحفيين المستقلين بحلول أغسطس 2015 قُتل 450 مدنياً على يد الحملة الجوية للتحالف بقيادة الولايات المتحدة ضد داعش في العراق وسوريا (حوالي 60 ٪ منهم في سوريا ، 40 ٪ في العراق). بحلول ذلك الوقت اعترف التحالف الذي تقوده الولايات المتحدة رسميًا بوفاة اثنين مدنيين. وفقًا لـ Airwars بحلول يناير 2016 «من المحتمل أن يكون ما بين 815 و 1149 مدنياً من غير المقاتلين قد قتلوا في 135 حادثًا حيث توجد تقارير عادلة متاحة للجمهور حيث تأكدت ضربات التحالف في المنطقة المجاورة القريبة في ذلك التاريخ».
وفقًا لـ Airwars قُتل حوالي 1000 مدني على يد الحملة الجوية للتحالف بقيادة الولايات المتحدة في مارس 2017 وحده.
وفقًا لـ Airwars قتلت الغارات الجوية والمدفعية للتحالف الذي تقوده الولايات المتحدة ما يصل إلى 6000 مدني في العراق وسوريا في عام 2017. وفقًا لـ Airwars «في عام 2017 ، انتقلت الحرب ضد تنظيم داعش إلى المراكز الحضرية الأكثر كثافة سكانية والتي تسيطر عليها المجموعة وكانت النتائج مدمرة للمدنيين».
قال تقرير منظمة العفو الدولية ومجموعة مراقبة Airwars إن أكثر من 1600 مدني قُتلوا في التحالف الذي تقوده الولايات المتحدة بما في ذلك الولايات المتحدة وبريطانيا وفرنسا خلال الحملة الجوية التي استمرت أربعة أشهر ضد تنظيم داعش في مدينة الرقة السورية في عام 2017. قامت دول التحالف بـ 34.464 غارة ضد أهداف داعش بين أغسطس 2014 ونهاية مارس 2019 ، وقتلت ما لا يقل عن 1.291 مدني.

## وضع العلامات
في 1 فبراير 2015 صرح وزير الخارجية العراقي إبراهيم الجعفري أن الحرب على داعش كانت «الحرب العالمية الثالثة» بشكل فعال وذلك بسبب إعلان تنظيم داعش الخلافة في جميع أنحاء العالم ، كما أنها تهدف إلى غزو العالم ، ونجاحها في نشر الصراع إلى بلدان متعددة خارج منطقة المشرق العربي . متحدثاً عن تدمير داعش لمواقع ما قبل الإسلام في المنطقة وصرح مأمون عبد الكريم المسؤول عن الآثار في سوريا أن «هذه هي معركة العالم بأسره».

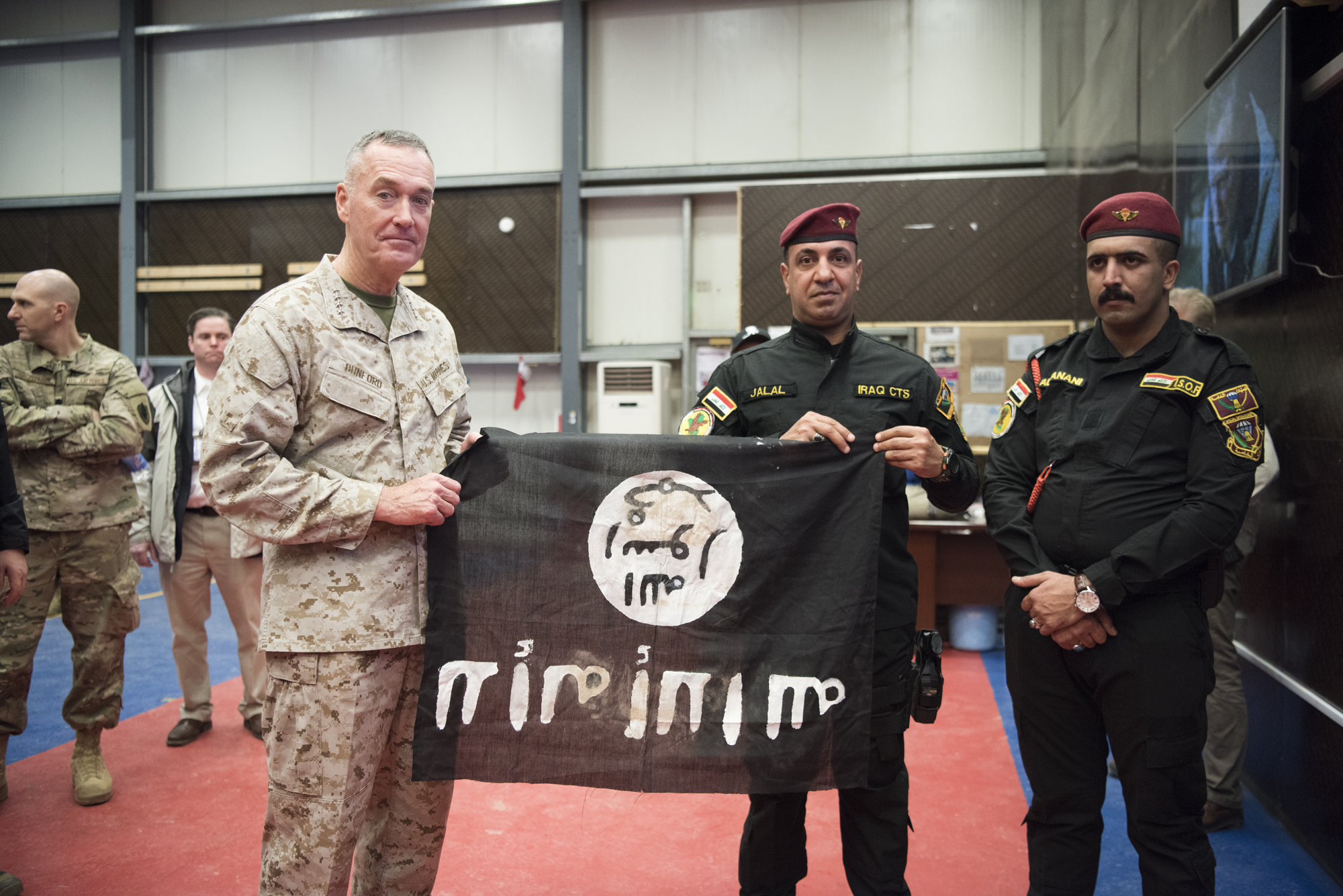
قادة عراقيون يشاركون علم تنظيم داعش مع أحد قادة المارينز جوزيف دانفورد بعد هزيمة التنظيم.

## روابط خارجية
- - كيف غيرت تكريت الحرب - الهجوم المضاد في تكريت مارس 2015
  - التفوق الجوي تحت 2000 قدم: دروس من شن الحرب بدون طيار ضد تنظيم داعش
  - تحديثات الغارات الجوية (عملية العزم الصلب)
  - خرائط داعش الأمامية (العراق وسوريا)